# Abbaye Saint-Guénolé de Landévennec
Pour les articles homonymes, voir Saint-Guénolé.
L'abbaye Saint-Guénolé de Landévennec est une abbaye située à Landévennec, commune de la presqu'île de Crozon en Cornouaille.
Elle est réputée avoir été fondée par saint Guénolé, moine qui aurait vécu à la fin du Ve siècle, ce qui en fait une des plus anciennes et plus importantes de Bretagne. L'historien Arthur de La Borderie la qualifie de « Cœur de la Bretagne ». Abandonnée en 1793 et en ruine dans les années 1810, elle est relevée par une nouvelle communauté monastique bénédictine en 1958, qui y construit de nouveaux bâtiments. Elle est affiliée à la congrégation de Subiaco Mont-Cassin.
Les vestiges de l'abbaye, à l'exclusion des bâtiments de commun, sont « classés » à l'inventaire des monuments historiques depuis le 26 mai 1992. Ces vestiges ainsi qu'un musée historique sont accessibles au public.

## Étymologie
Landévennec, qui s'écrit en breton moderne Landevenneg, signifie : le « monastère de (saint) Gwenole », en référence à son fondateur.

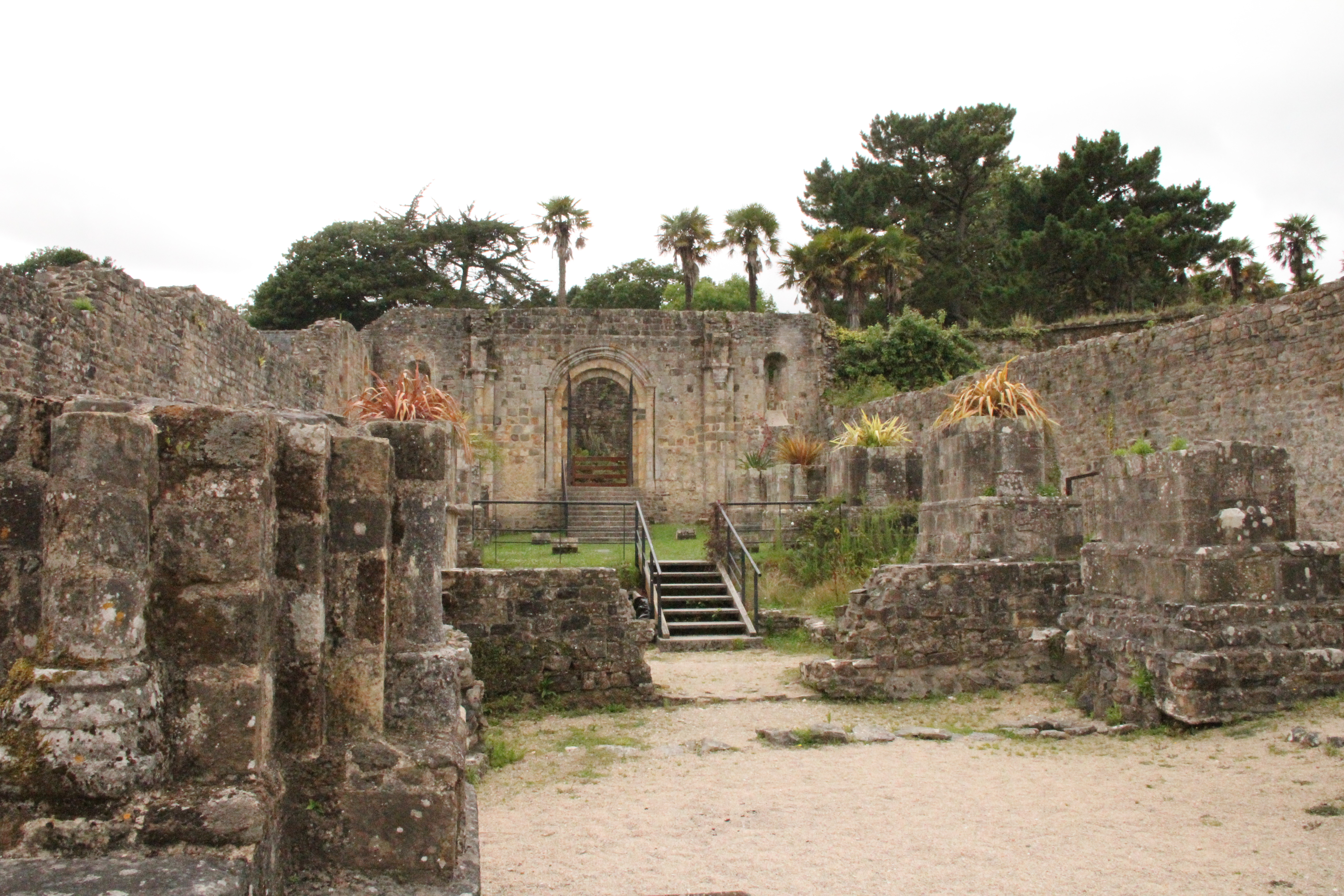
Ruine de la nef, en 2010.

Le premier élément du mot : Lan, procède de l'appellatif vieux-breton lann qui peut se traduire par :« monastère, lieu saint ». C'est le même sens qui s'est développé en celtique insulaire. Le mot vient du proto-celtique *landâ qui caractérise une étendue de terre à défricher. En français, l'usage a fait évoluer le vocable vers le mot lande.
Le second élément du mot, vient de Tevenneg, que l'on peut décomposer en te+gwenn+eg, dérivé du vieux-breton to+uuinn+oc. Il s'agit d'un hypocoristique ajoutant, suivant l'usage de l'époque, un diminutif à un adjectif. La racine du mot : (u)uinn /win/ ; « blanc & saint, pur », a donné en breton moderne gwenn, et qui se retrouve également à la base de l'anthroponyme vieux breton Uuinualoe /winwaloi/ qui a donné, en breton moderne, Gwenole. Tevenneg renvoie donc à Gwenole, enrichi d'un diminutif affectueux par hypocoristique.
Cet usage des dérivations hypocoristiques à partir des racines anthroponymiques a pu amener à certaines confusions. En effet, tous les patronymes construits sur (u)uinn/gwenn peuvent se dériver en (to+)uuin(n)+oc ou (to)winok, avec ou sans le suffixe to/te. Ainsi les formes Tevenneg, Gwenneg, Venneg, Vennec, Winoc, etc. peuvent référer à différents personnages tels que : saint Gwenole (Guénolé), saint Winoc de Bergues, voire saint Ven(n)ec, forme locale moderne de Gwezhenneg, ou encore en français, saint Guéthénoc (du v. br Uuethennoc), lui-même frère de saint Gwenole.

## Localisation
L'abbaye est située sur une presqu'île isolée entre le dernier méandre de l'Aulne maritime et la rade de Brest, où choisirent de s’installer quelques moines au tout début du haut Moyen Âge.
Gurdisten, abbé de Landévennec au IXe siècle est auteur d'une Vie de saint Guénolé, dans laquelle il écrit, :
Il est un lieu secret

Au creux de la clairière

Paradis qu'un rutilant soleil

Éclaire à son lever

Tout embaumé de parfum

De mille fleurs printanières

C'est là qu'avec ses compagnons

Se fixa saint Guénolé.

## Ancienne abbaye
L'histoire de l'abbaye a été étudiée au début du XXe siècle par les chanoines Jean-Marie Abgrall et Paul Peyron.

### Origine
Disciple de saint Budoc de Dol qui s'était fixé avec des moines dans l'île Lavrec, près de l'île de Bréhat, (aujourd'hui département des Côtes-d'Armor), Guénolé vint s'établir avec onze compagnons dans le site de l'estuaire de l'Aulne (Finistère), d'abord dans l'île de Tibidy en 482 et, trois ans plus tard, à Landévennec. Il gagna l'amitié de Gradlon, premier prince de Cornouaille, contemporain de saint Corentin que l'on considère comme le premier évêque de Quimper.

« Uinualoë [Wingalloe] et ses moines, arrivant là, avaient trouvé inculte, tout couvert de bois, le pays de Crozon, tout le littoral du fond de la rade de Brest. Du droit du premier occupant, ils s'y étaient installés, ils avaient défriché autour d'eaux les terres les plus fertiles et se les étaient appropriées par droit de culture, avaient pris possession de la forêt. Puis quand Gradlon, reconnu chef de la plus grande partie des émigrés bretons établis dans le sud-ouest de la péninsule [armoricaine], avait appris l'existence du nouvel établissement formé sur la rade de Brest, il y était allé, sans doute pour vénérer le fondateur, mais surtout pour le gagner à lui, l'attirer dans son parti, l'amener à reconnaître sa souveraineté. »

La vie du saint légendaire Guénolé nous a été rapportée par ses deux hagiographies, rédigées au IXe siècle par l'abbé Gurdisten et le moine Clément dont le texte est repris par Gurdisten. Saint Guénolé prit une part considérable à l'évangélisation de la Cornouaille et l'abbaye de Landévennec devint la principale source des institutions monastiques en Bretagne.
Cette abbaye, créée si l'on en croit la tradition vers 485, suivait la règle des Scots, dans la tradition du christianisme celtique. Les moines irlandais, ou scots, étaient vêtus d'une tunique souvent de couleur blanche et d'une coule (vêtement à capuchon) en grosse étoffe de laine, munie d'un capuchon.
Des historiens ont attribué au roi Gradlon la fondation du monastère : dans un texte fort peu connu, Jean-Marie Bachelot de La Pylaie a retrouvé à Plomodiern, c'est-à-dire sur les bords de l'ancienne palud, le souvenir d'un usage caractéristique en vigueur à la veille de la Révolution : « Nous rencontrons, au bord des sables de Pentrez, une grande roche […] sur laquelle chaque nouvel abbé de Landévennec, entouré de ses confrères et des vassaux qui ressortaient de cette maison, répétait la formule de la prise de possession selon la coutume ordinaire des bénéficiers et là, faisant face à la baie de Douarnenez, il renouvelait ainsi les témoignages de la reconnaissance que les religieux de Landévennec conservaient au roi Gradlon, le fondateur de leur monastère. […] Cette cérémonie, et surtout l'endroit où elle s'accomplissait, viennent se joindre aux traditions pour confirmer l'existence de la ville d'Ys dans ce somptueux bassin occupé maintenant par l'océan ».
Obéissance, pauvreté et chasteté étaient strictement pratiquées par les moines bretons. « Vaquez à l'étude avec humilité, sans vous enorgueillir de votre science, soumettez-vous au travail manuel avec abaissement et contrition de cœur, sans rechercher la louange des hommes dans l'exercice de votre art, sans mépriser celui qui l'ignore, insistez sans cesse sur la prière accompagnée de jeûnes et de veilles ». Telles étaient les recommandations faites par Budoc, le maître de saint Guénolé. Selon la tradition, le successeur de saint Guénolé fut saint Gwenaël que l'abbé accueillit tout jeune au monastère. Le rayonnement de cette abbaye traversera les siècles.

### Période carolingienne

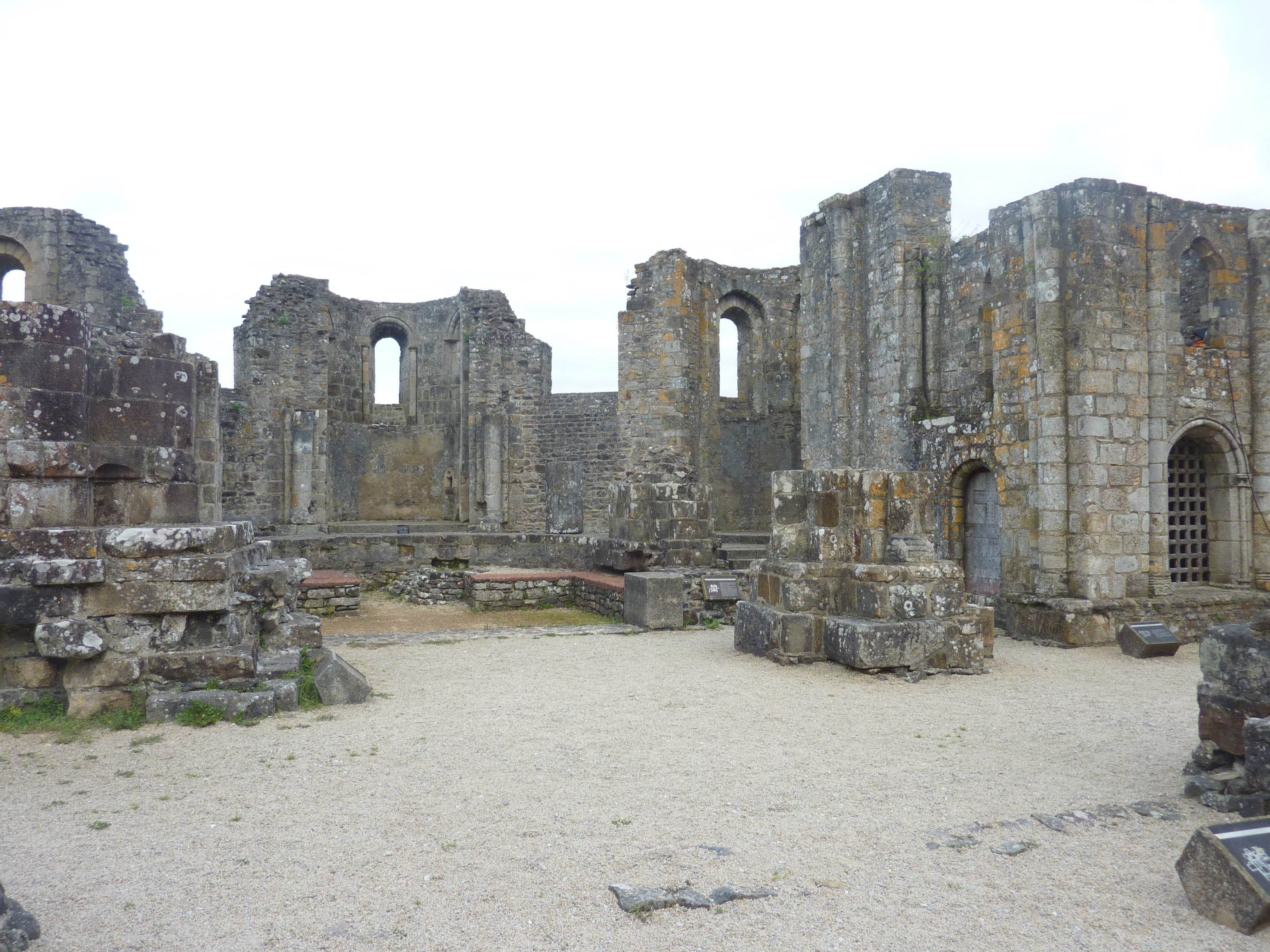
Les ruines de l'église abbatiale carolingienne, en 2012.

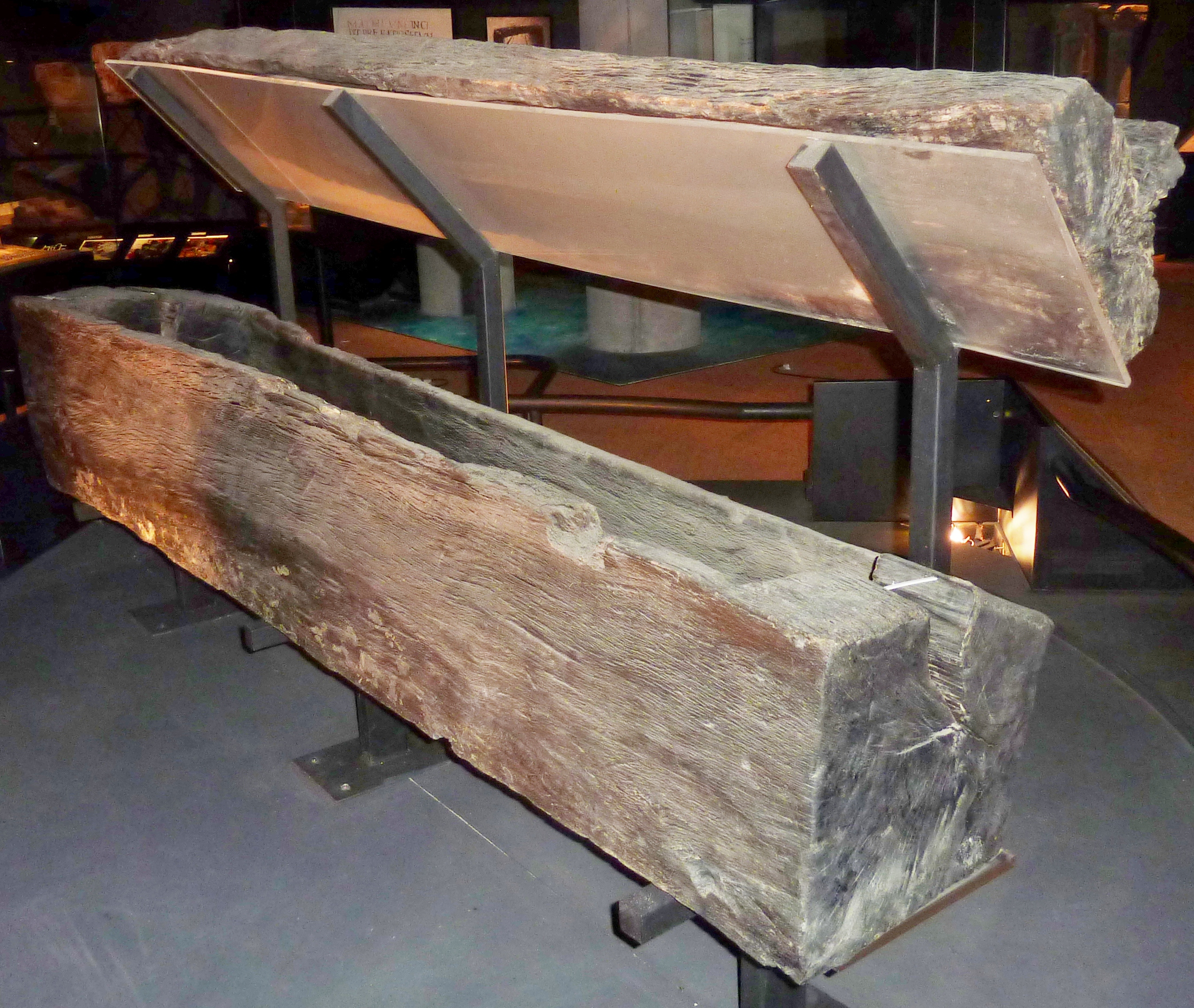
Musée de l'ancienne abbaye de Landévennec : sarcophage en bois trouvé en 1985 sous le porche de l'ancienne église abbatiale.

Les fouilles récentes, commencées en 1978, et effectuées notamment par Annie Bardel, confirment la construction aux alentours de l'an 500 d'un petit oratoire rectangulaire, situé à quelques dizaines de mètres d'un établissement gallo-romain, et entouré de tombes, dont peut-être celle de saint Guénolé. L'oratoire est reconstruit et agrandi vers 700, transformé en un premier monastère construit donc à l'époque mérovingienne.

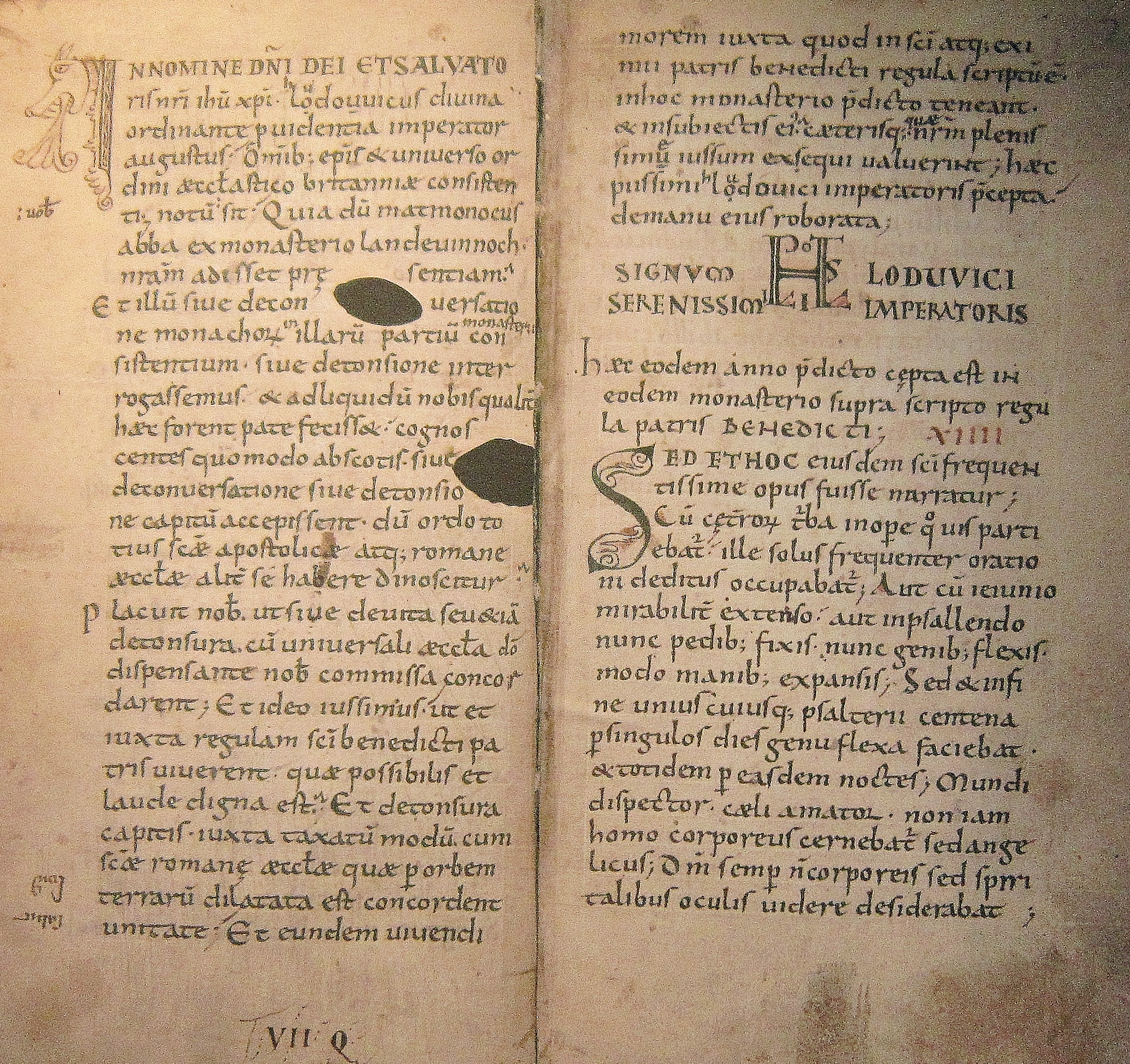
L'édit de Louis Le Pieux (daté de 818) ordonnant l'abandon des "usages scotiques" et de les remplacer par la règle de saint Benoît.

En 818, venu soumettre Morvan, le chef des Bretons d'Armorique, l'empereur Louis le Pieux ou le Débonnaire, fils de Charlemagne, persuadé que son pouvoir venait de Dieu et désireux d'unifier les règles monastiques, demande à Matmonoc, l'abbé de Landévennec du moment, lors d'une entrevue à Priziac près de Gourin (Menez Du / Montagnes Noires), de renoncer à « ses usages scotiques » (la règle de saint Colomban) et d'adopter pour son monastère la règle de saint Benoît. Pour autant, cela n'abolit pas la spécificité bretonne comme en témoignent les enluminures des manuscrits du scriptorium. C'est à l'époque carolingienne, au IXe siècle donc, que l'abbaye connaît pendant environ un siècle son « âge d'or ».
L'abbaye est reconstruite, sans doute à la suite de l'édit de Louis le Pieux : l'église est raccordée à l'oratoire et les bâtiments se rassemblent classiquement autour d'un cloître formé d'une galerie couverte avec des piliers maçonnés à la chaux selon une méthode gallo-romaine donnant sur une grande cour ; les toits sont couverts de tuiles, le sol de la nef recouvert de mortier de chaux. Les reliques de saint Guénolé sont transférées de l'église antérieure et déposées dans un tombeau dressé dans le chœur. Les traces d'un puits et d'un bas fourneau (ayant probablement servi à couler la cloche du monastère) ont été retrouvés. L'abbaye est aussi à cette époque entourée d'un mur d'enceinte. Tout cela indique une puissance et une richesse certaine. Trois sarcophages en bois, situés dans un caveau sous le porche de l'église, ont aussi été trouvés lors de ces fouilles, l'un d'entre eux est exposé dans le musée de l'abbaye. Le milieu humide conservant bien les éléments organiques, les fouilles ont permis de retrouver aussi des graines, des fruits utilisés à l'époque (des noix, des prunes, des pêches) et de prouver que la vigne était cultivée du VIIIe au XIe siècle.
L'intégration au système carolingien vient de Nominoë fixant les sièges épiscopaux de Saint-Pol-de-Léon et de Quimper, les sièges de Tréguier et de Saint-Brieuc n'étant créés qu'au Xe siècle.

### La destruction par les Vikings

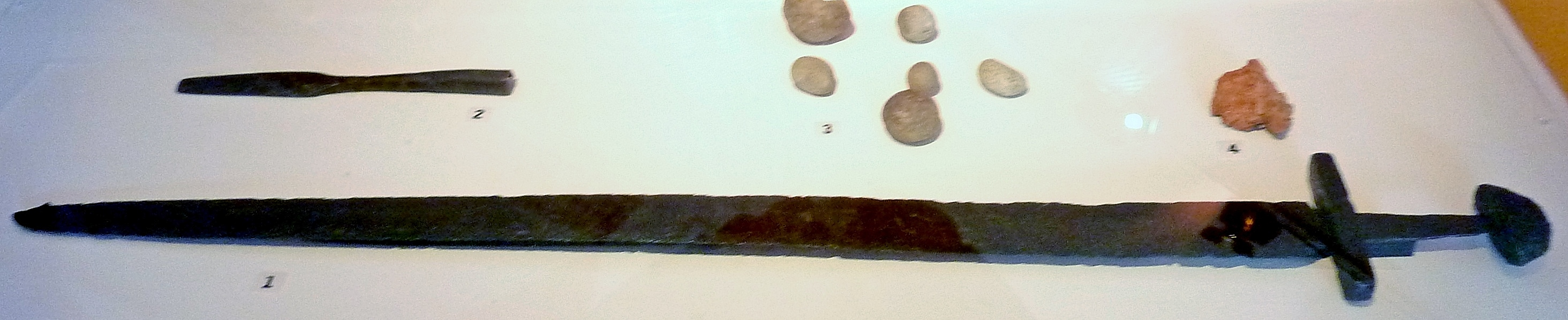
Épée viking (trouvée à Nantes dans l'Île Beaulieu, Xe siècle), pointe de javelot et projectiles de fronde (trouvés à l'abbaye de Landévennec).

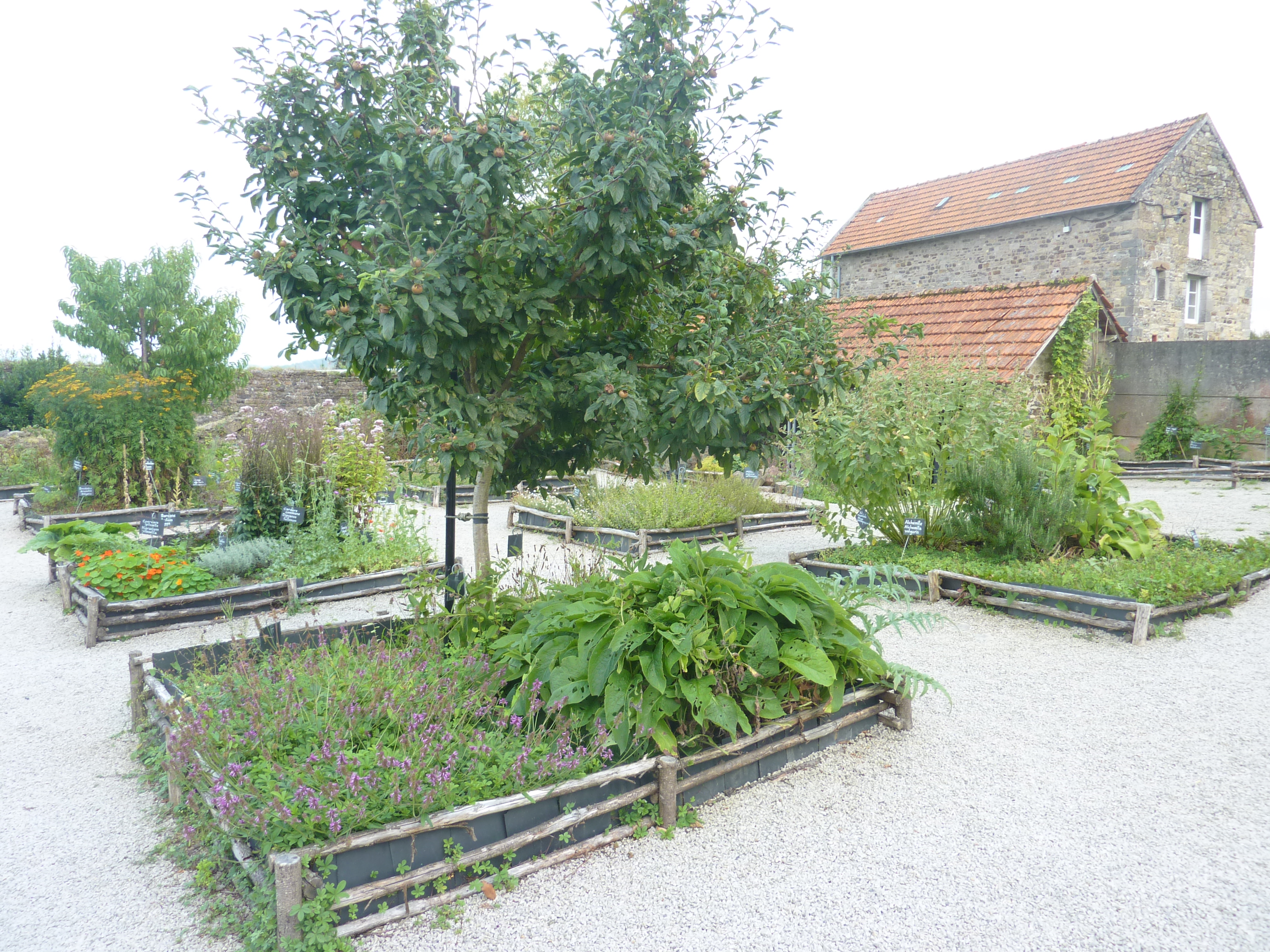
Le jardin médiéval (jardin des simples) reconstitué, en 2012.

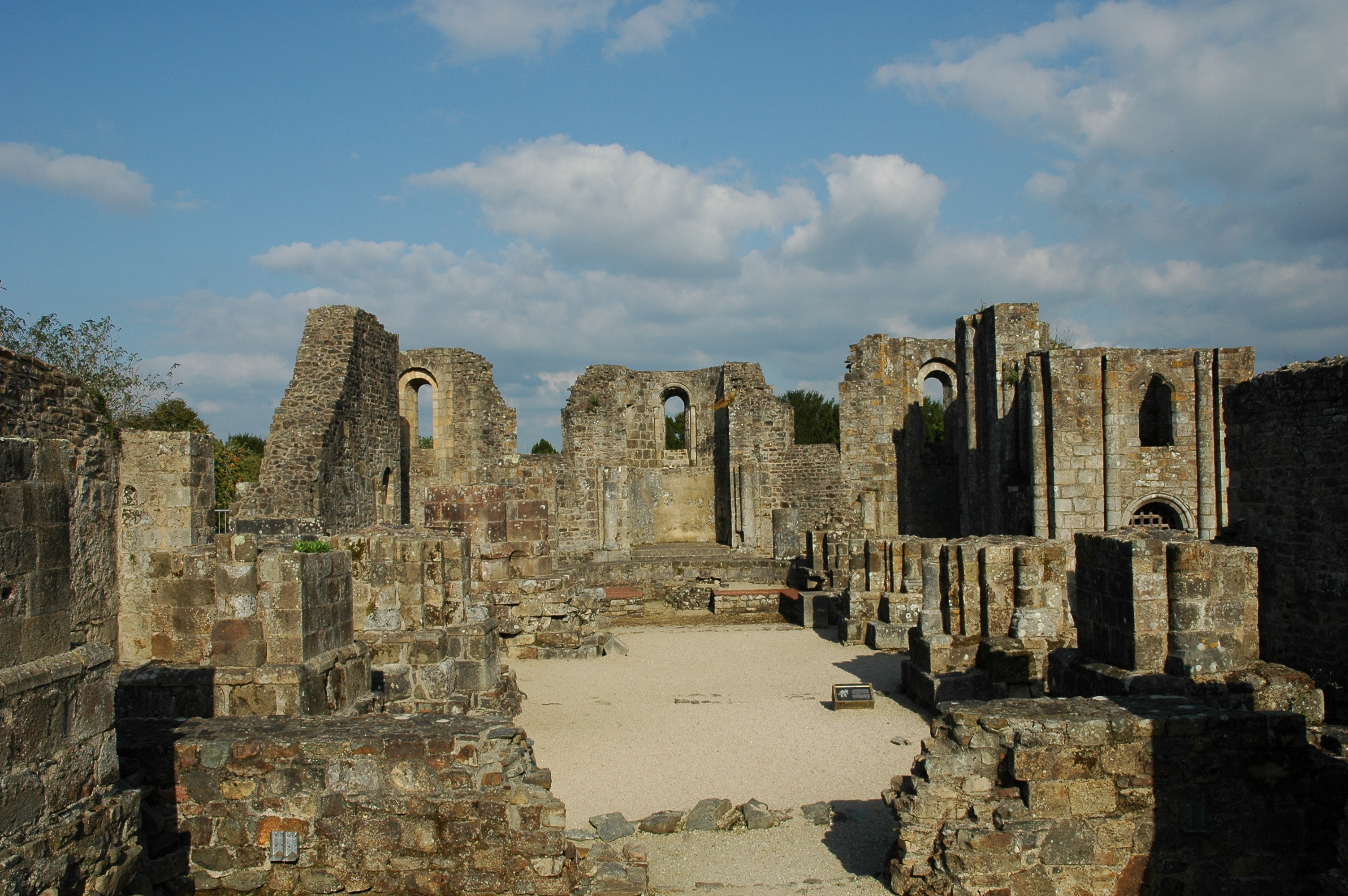
Ruine de la nef, en 2006.

Le grand tournant vient avec les raids des Vikings qui visent principalement les monastères dès 884. En 913, Landévennec est pillé puis brûlé par les vikings (le but étant d'assainir et d'agrandir le sanctuaire). Les moines fuient et, emportant les reliques, notamment celles de Saint Guénolé, et leurs manuscrits et, après être passés par Le Mans et Château-du-Loir, se réfugient à Montreuil près du comte Helgaud où ils créent en 926 une nouvelle abbaye, l'abbaye Saint-Walloy  (nom attribué localement par déformation à saint Guénolé), sous l'invocation de saint Guénolé (dénommé aussi localement « saint Walois »).
L'archéologie permet de retrouver des traces du passage des Normands à Landévennec : sur une grande partie du site, une épaisse couche de cendres témoigne de l'incendie qui détruisit l'abbaye. Un calendrier conservé à Copenhague précise à la date de 913, en latin : « Cette même année fut détruit le monastère de saint Gwennolé par les Normands ». À proximité du coin sud-est du chœur de l'église carolingienne, un tumulus a été trouvé. Il contient rassemblés sous une couche de pierres, des cendres et des ossements calcinés. Il semble qu'il s'agisse là d'un rite païen alors en usage dans le monde scandinave, d'une pratique viking, qui aurait pour but de se faire pardonner la violation des sépultures en incinérant rituellement les restes et en les ré-enfouissant sous un tumulus ».
Durant le règne scandinave, les échanges économiques, intellectuels et religieux s'effectuent par mer. La règle de saint Colomban fait son retour et c'est désormais dans la pierre que va s'opérer un syncrétisme culturel. De la Scandinavie à la Méditerranée, de Constantinople à la cité d'Alet, de Dublin à Brest, de Jaffa, Alexandrie, Oran, Cadix… à Nantes. La pensée Grecque contournant le monde Carolingien, amène scientifiques, architectes et médecins en Bretagne continentale[source insuffisante].
Les chefs du comté de Cornouaille fuient également, par exemple le comte Mathuedoï de Poher et son fils Alain Barbetorte, le futur duc de Bretagne Alain II de Bretagne, avec un grand nombre de Bretons, en Grande-Bretagne ou chez les Francs. C'en est fini de la royauté bretonne. En attendant la renaissance de l'effort démographique au XIIe siècle : le pouvoir se déplace vers la Haute-Bretagne, vers Rennes, puis Nantes. Le contact avec les Francs et l'apprentissage que les moines et chefs avaient fait de la langue romane durant l'exode, ont pour conséquence de réduire le breton à une langue d'échanges, une langue non-écrite. C'est aussi désormais à l'abbaye de Saint-Benoît-sur-Loire, ou ailleurs, en France ou en Grande-Bretagne, qu'il faut se rendre pour vénérer les saints bretons. La dépossession des corps saints a privé la Bretagne des richesses que représentaient les pèlerinages aux reliques. Les abbayes bretonnes sont privées de leurs manuscrits, et les écoles monastiques bretonnes qui enseignaient les sciences profanes aux enfants et aux jeunes gens près des abbayes, leur apportant une culture intellectuelle très appréciable, ne seront plus jamais de grandes écoles.

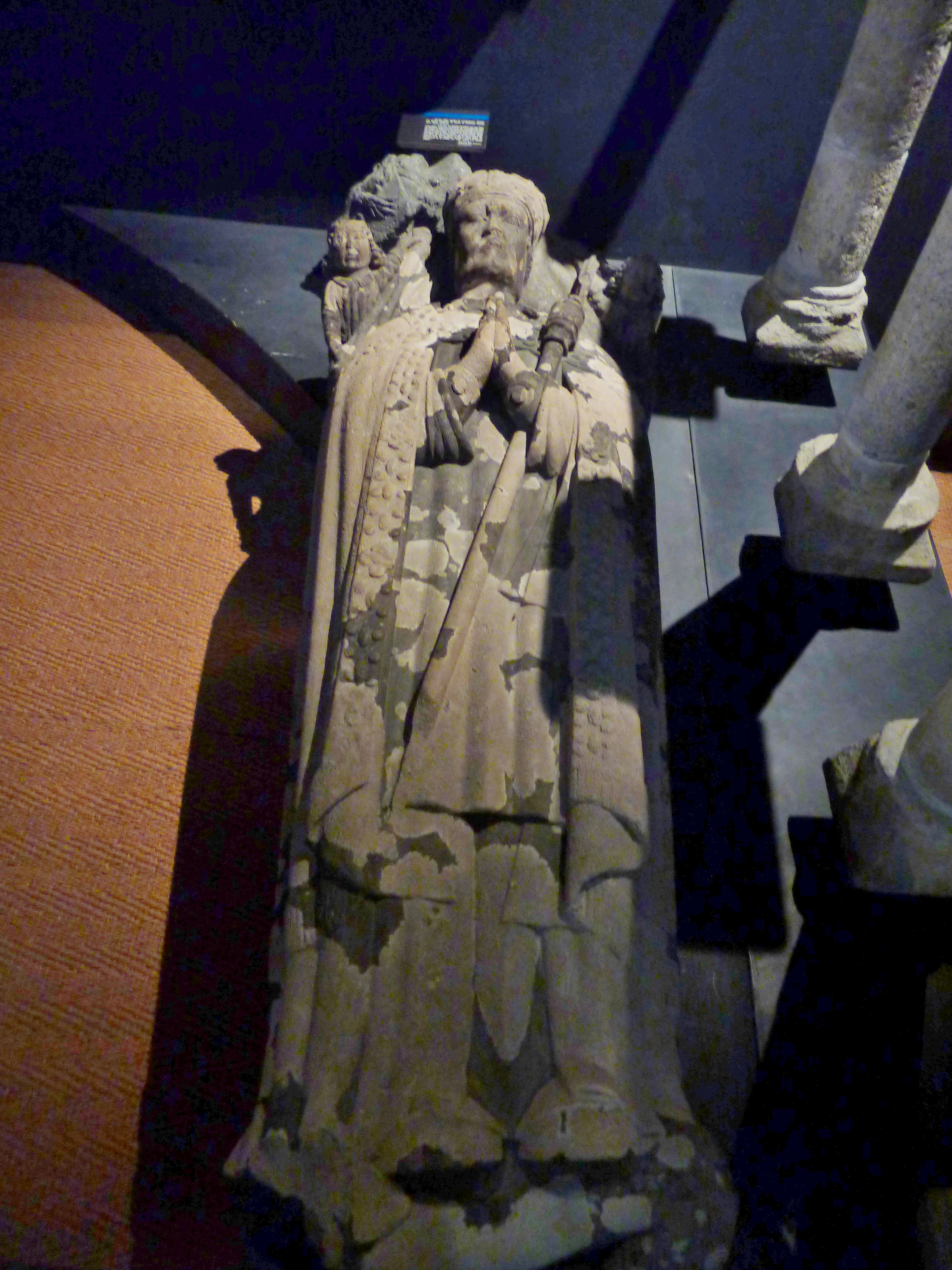
L'enfeu de Jehan du Vieux-Chastel, dernier abbé régulier de Landévennec, mort en 1522 (Musée de l'ancienne abbaye de Landévennec).

Toutefois la libération de la Bretagne est préparée par le moine Jean, abbé de Landévennec, qui dirige la colonie bretonne réfugiée à Montreuil près du comte Herluin, successeur du comte Helgaud. Au cours d'un voyage à travers la Bretagne, Jean se rend compte que des Bretons restés sur le sol natal sont impatients de secouer le joug des Normands et que ceux-ci vivent dans une sécurité si profonde qu'ils peuvent être surpris et abattus facilement par une attaque à l'improviste. Jean trouve dans la personne du prince Alain, fils du comte de Poher Matuédoï, et petit-fils d'Alain Le Grand, celui qui, réfugié à la cour du roi d'Angleterre Æthelstan, accepte de prendre la tête du mouvement. Débarqué en Bretagne, Alain livre des combats heureux à Dol et à Saint-Brieuc en 936. Il réussit à s'emparer de Nantes, ce qui fait que les Normands abandonnent la Loire maritime. À la suite de ses victoires, Alain, à qui l'Histoire donne le surnom de « Barbe-Torte », est reconnu duc de Bretagne en 937. Il donne à l'abbaye la paroisse de Batz-sur-Mer, le monastère de Saint-Médard-de-Doulon situé près de Nantes, les églises Saint-Cyr et Sainte-Croix, situées aussi à Nantes. C'est le seul acte de donation fait par Alain Barbetorte en faveur d'un sanctuaire, ou du moins le seul qui soit parvenu jusqu'à nous.

### L'abbaye romane

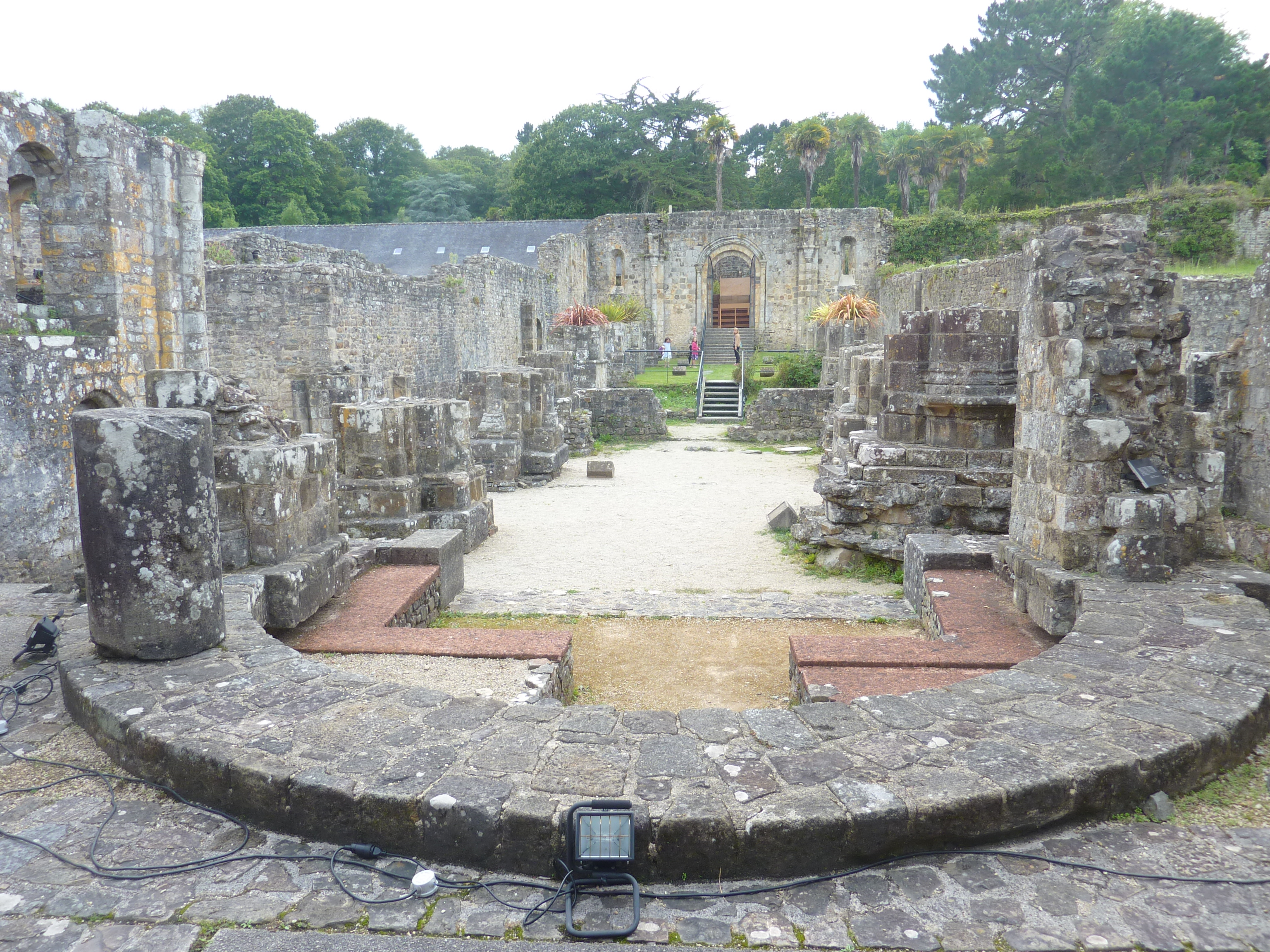
Les ruines de l'église abbatiale romane, en 2012.

Au vu de certains désordres de maçonneries englobés dans le sanctuaire roman et à la relecture des éléments architecturaux du dépôt lapidaire, il n'est pas improbable d'envisager l'antériorité de la construction romane au retour des moines bénédictins.
Curieusement, le plan de l'abbatiale n'est pas en forme de croix latine, mais à transept infléchi. Ce détail, ainsi que des ouvertures obturées donnant sur le cloître, indiquent un fonctionnement antérieur divergent de la règle de st Benoit : les fidèles n'ont plus accès au cloître. Le pignon occidental révèle par son austérité le retour d'un ordre sévère au tournant du onzième siècle. Tout le chevet à déambulatoire et chapelles rayonnantes, au milieu du onzième, l'intérieur du portail ouest, le transept sud indiquent une reconstruction et une surélévation au tournant du XIIe siècle, dans un esprit néo-celtique. La première moitié du Xe siècle est enchâssée dans les reconstructions postérieures. Cette première phase se reconnaît dans le transept nord, le prolongement de la nef et ses chapiteaux les plus bruts de taille exposés dans le musée. Un chapiteau resté à l'état d'ébauche, indique que la structure est en voie d'achèvement.
Les excroissances végétales s'étant développées à l'angle sud est du réfectoire correspondent à un laps de temps d'une quinzaine d'années, entre la fin de la période viking et le retour des Bénédictins.
Au milieu du Xe siècle, les moines reviennent et rebâtissent le monastère, avec l'aide de Riwalen [Rivalon] 1er de Rosmadec, seigneur de Rosmadec et vicomte du Faou, la construction de l'église abbatiale de style roman commençant au milieu du XIe siècle. C'est de cette époque également que date la compilation du cartulaire de Landévennec.

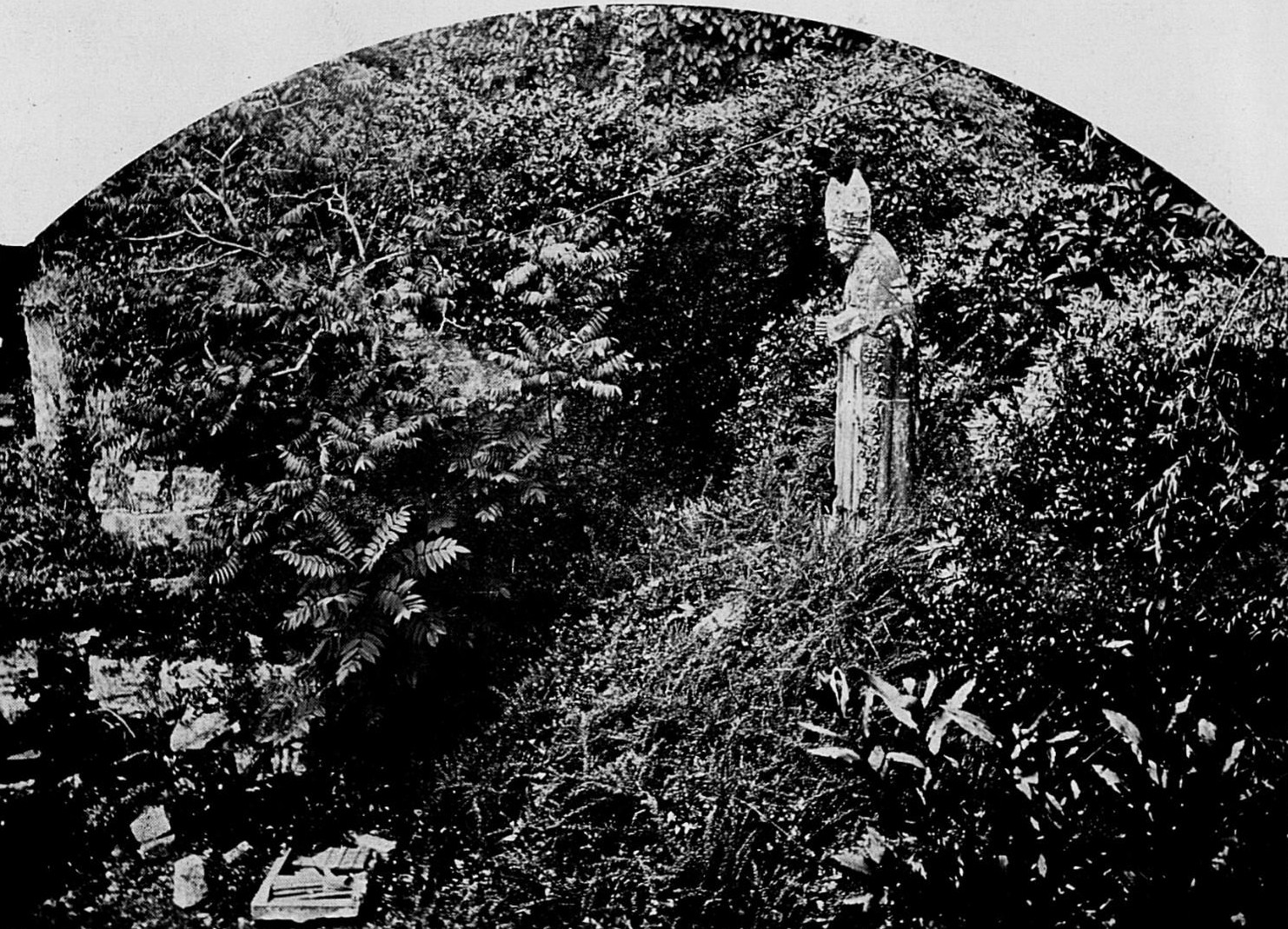
Statue de saint Guénolé dans les ruines de l'abbaye (vers 1903).

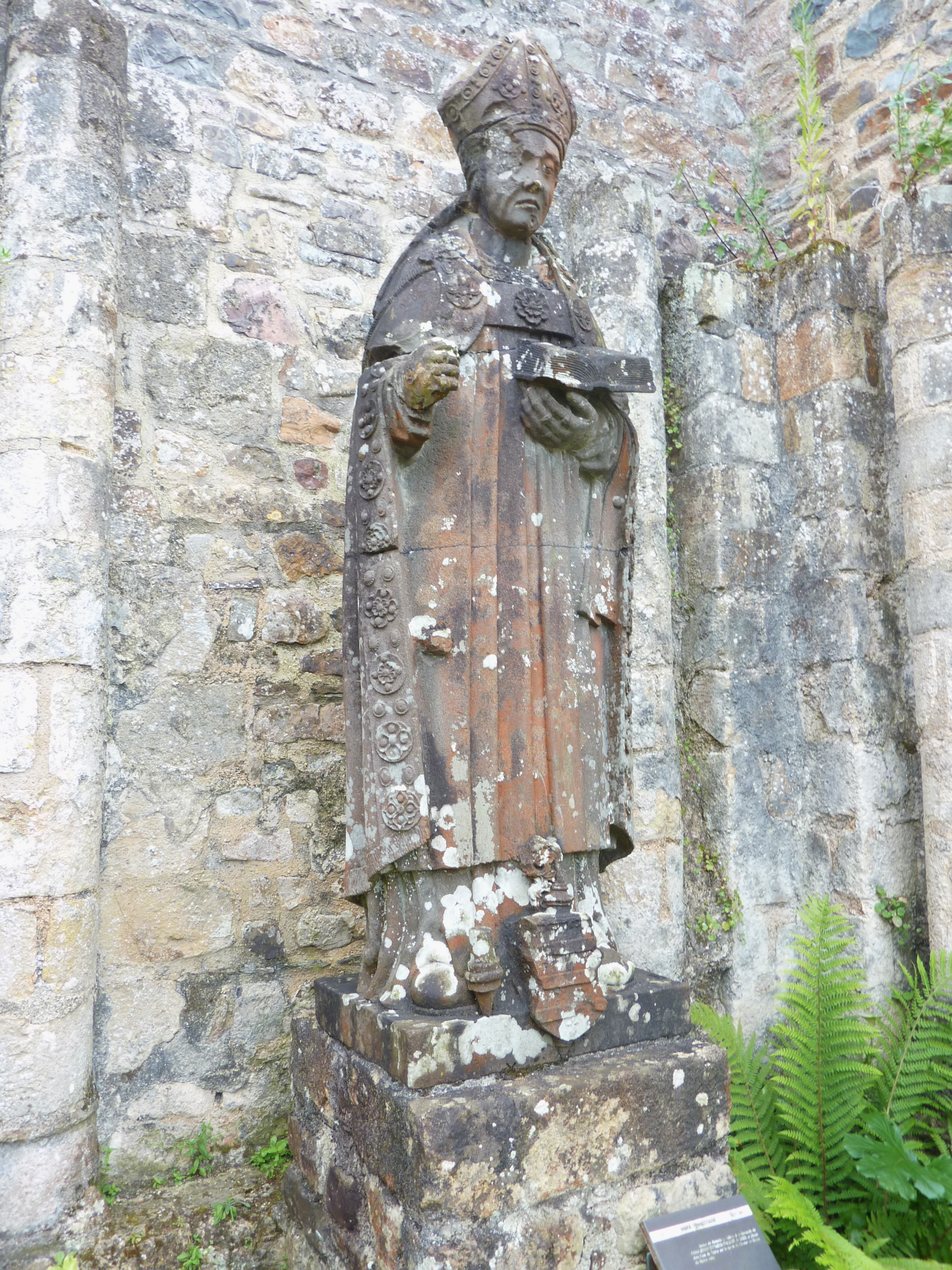
Statue de saint Guénolé en kersanton réalisée en 1522 à la demande de l'abbé Jehan du Vieux-Chastel, en 2012.

L'édifice carolingien est conservé au cœur de la nouvelle église abbatiale agrandie, qui est dotée d'un transept et d'un chœur à déambulatoire et chapelles rayonnantes. La nef est prolongée vers l'ouest. La nef de la petite église carolingienne sert désormais de sacristie ; un mausolée est construit à l'angle sud-ouest de la croisée du transept, sans doute s'agit-il d'une sépulture seigneuriale que la tradition a attribuée au roi Gradlon. Les piles et les colonnes sont ornées de chapiteaux et de bases ornées de motifs traditionnels en Bretagne à l'époque : entrelacs, palmettes, fougères, etc. Quelques chapiteaux montrent un décor historié, mais très fruste.

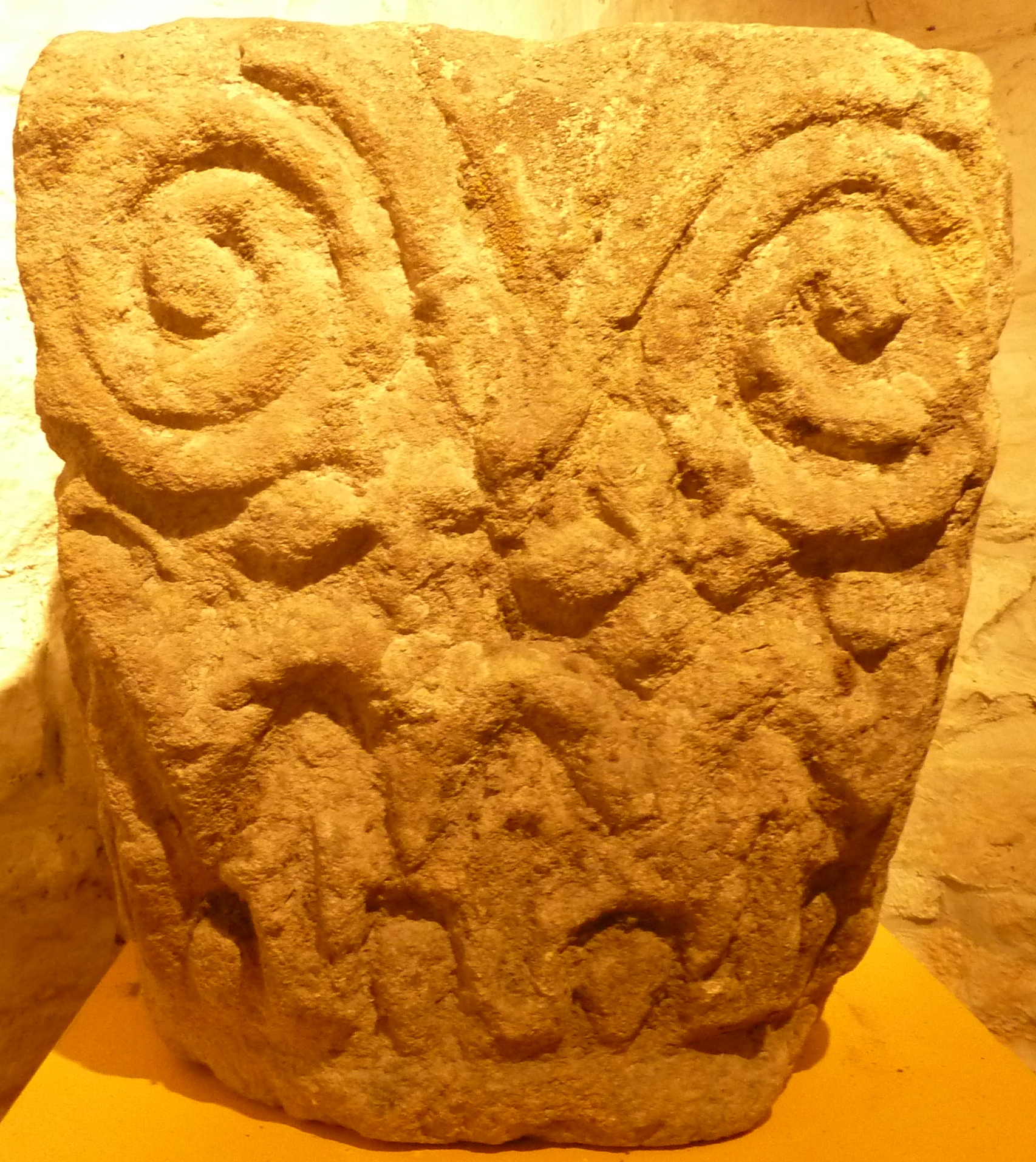
Fragment de l'église abbatiale romane (Xe siècle, granite).
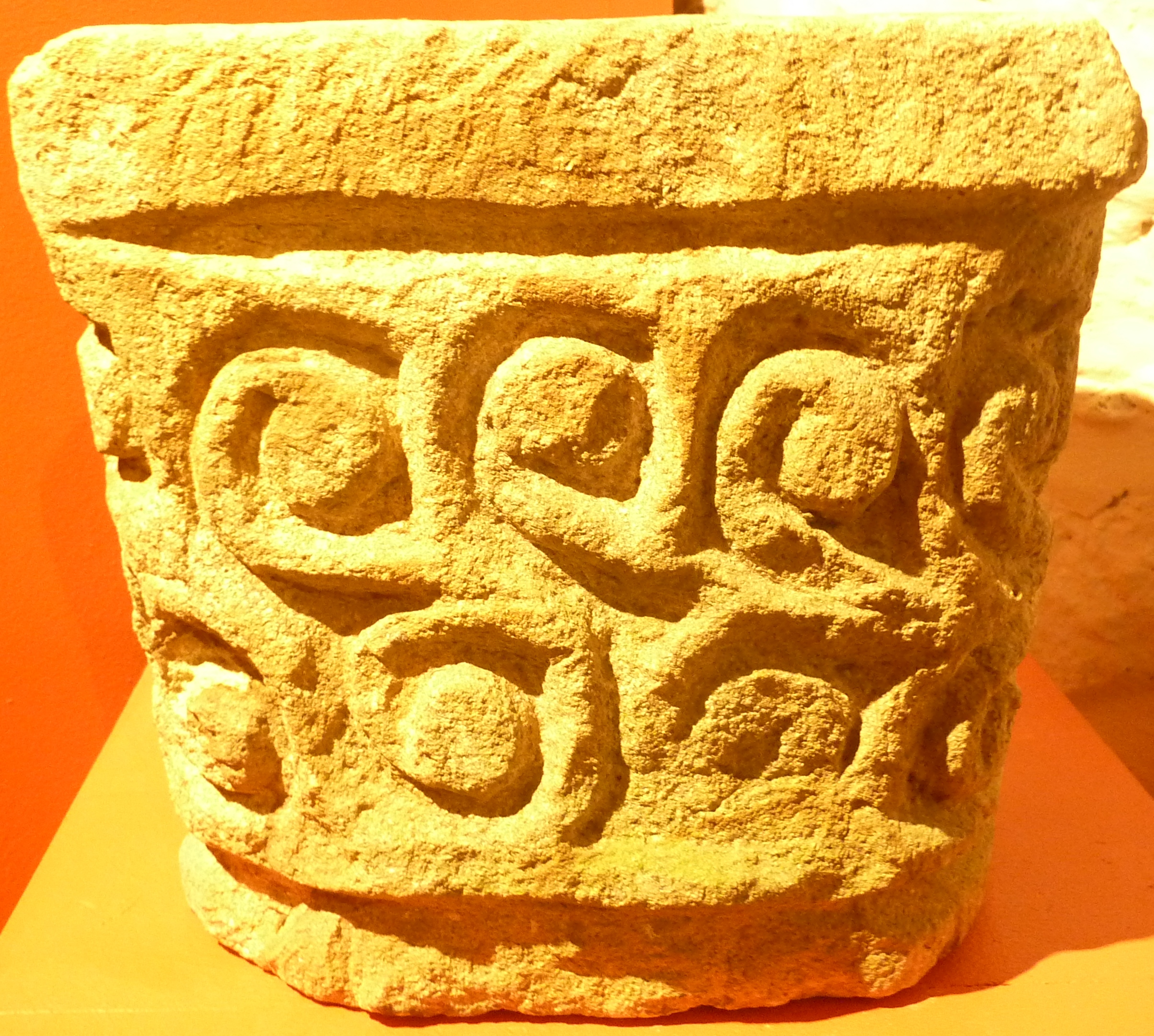
Fragment de l'église abbatiale romane (XIe siècle, microgranite).
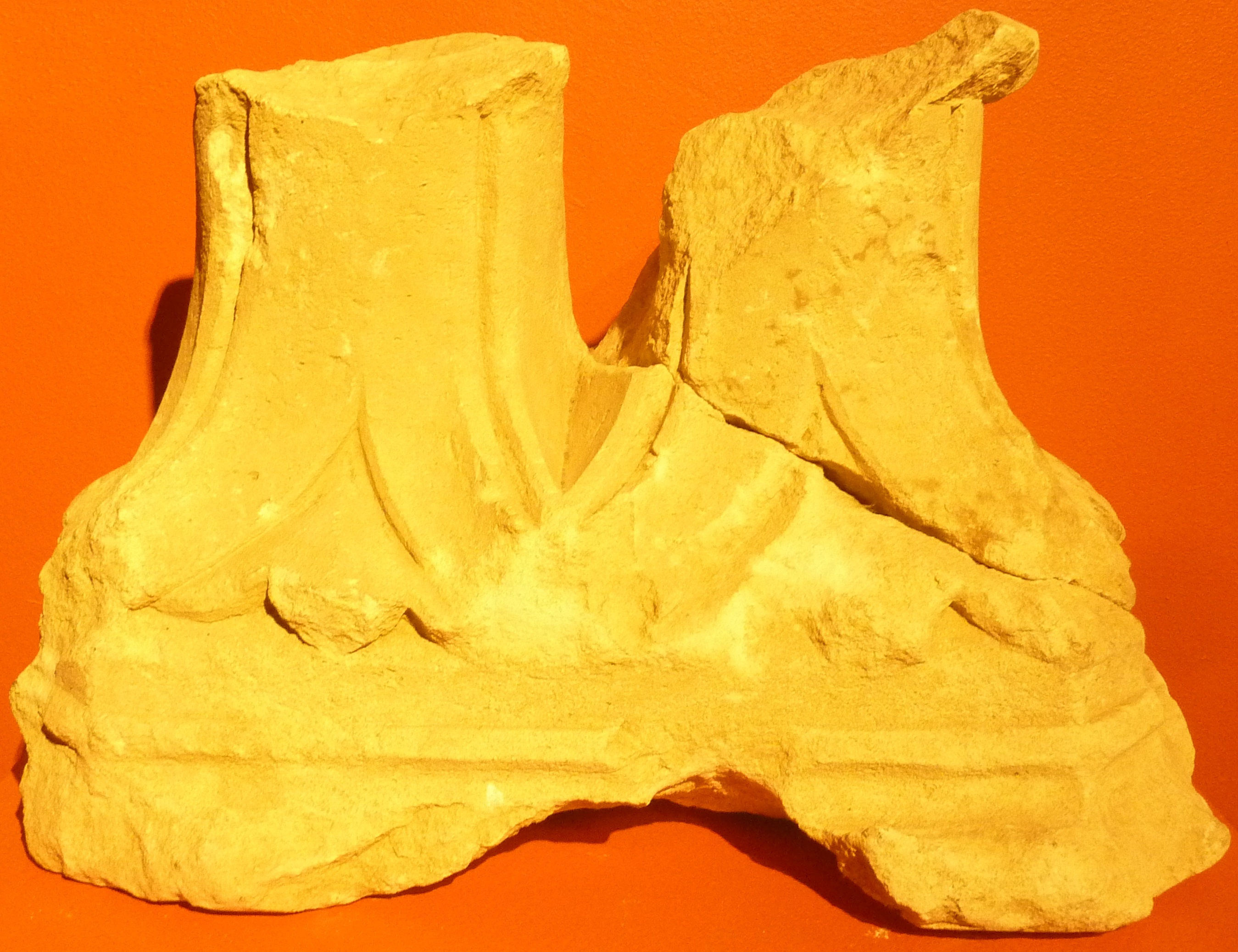
Base d'un chapiteau double d'une colonnette du cloître (XIIIe siècle, en pierre de Caen).
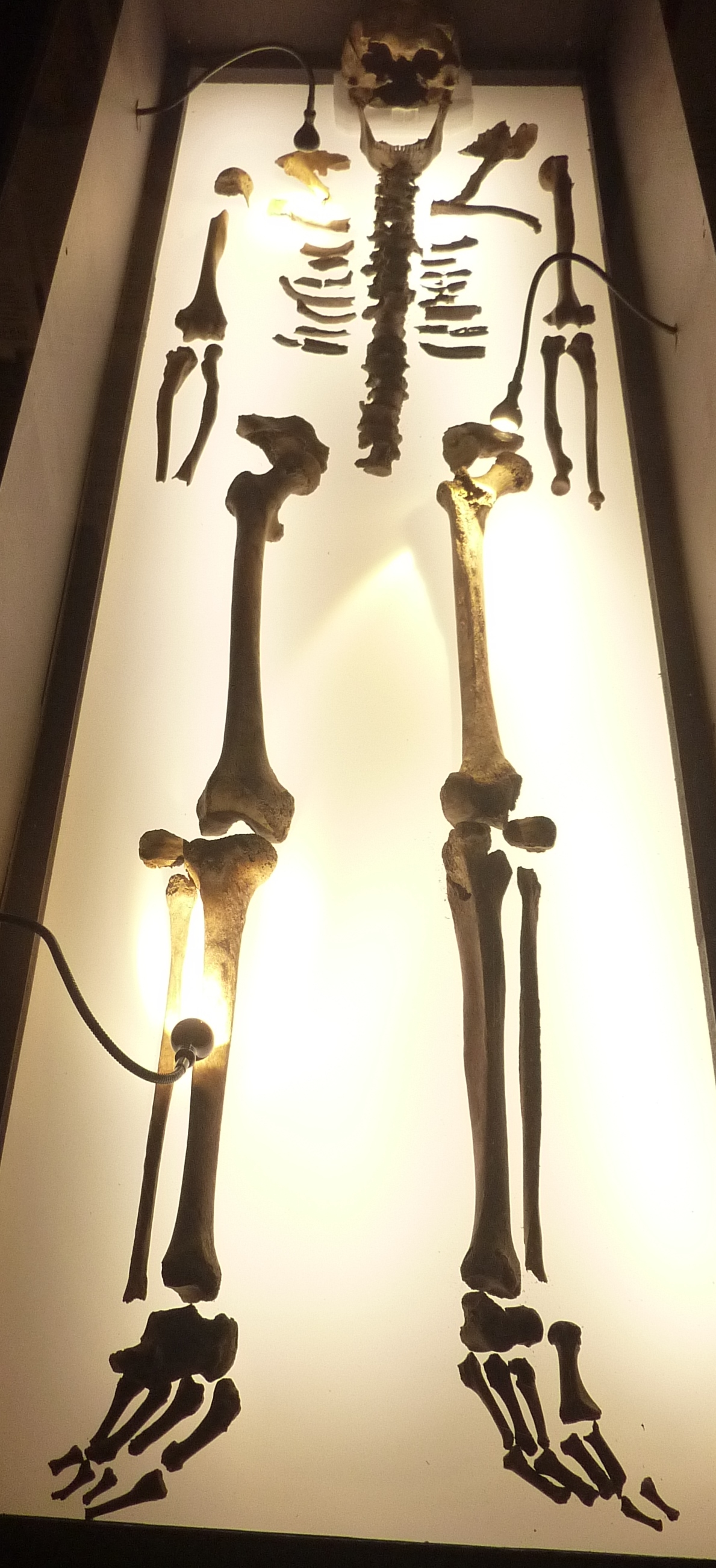
Ossements d'un homme (fin Xe siècle ou début XIe siècle), probablement un pèlerin, trouvés dans l'abbaye.

L'abbaye attire alors des pèlerins parfois venus de loin (y compris de la Cornouailles anglaise et du nord de la France, comme l'attestent des monnaies retrouvées sur place), attirés par la renommée de saint Guénolé, que l'on venait invoquer, notamment contre la fièvre. Certains pèlerins traversaient la rade à partir de Camfrout où se trouvait un hôpital qui pouvait les héberger.

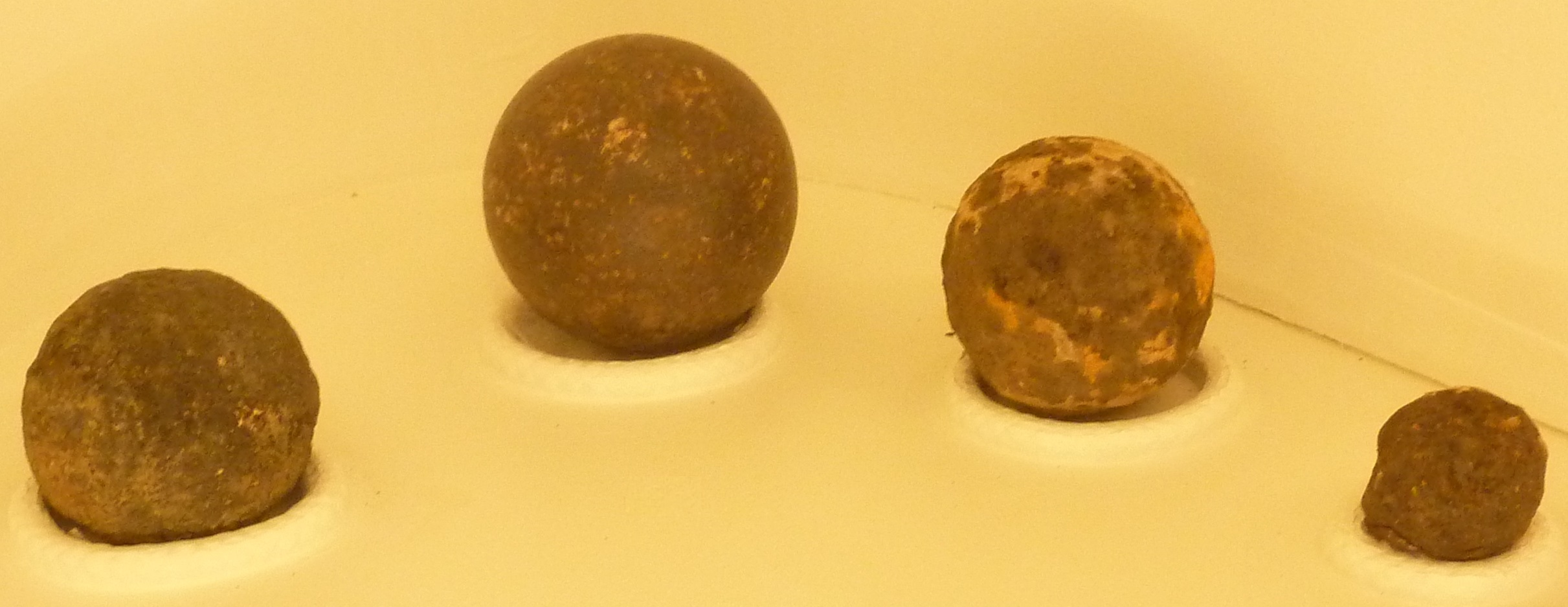
Boulets de canon et de couleuvrine trouvés dans les ruines de l'ancienne abbaye de Landévennec (datant probablement du XVIe siècle).

L'abbaye est attaquée à maintes reprises par les Anglais ; si elle résiste parfois victorieusement, au XIVe siècle, l'abbaye souffre de la guerre de Succession de Bretagne et de pillages anglais : elle est incendiée en 1355 par des Anglais, puis ravagée en 1387 par les soldats de Jean de Montfort et à nouveau en 1480 par des pillards.
À partir de 1524, l’abbaye de Landévennec devient une abbaye en commende, les abbés successifs profitant du bénéfice procuré par l'abbaye mais ne s'en occupant guère, d'où son déclin progressif. À la fin du XVIe siècle, l'abbaye est pillée à plusieurs reprises par les Ligueurs. Elle est dans un triste état dans les premières années du XVIIe siècle sous la direction d'un abbé incapable, Pierre Largan. L'abbaye est restaurée par son successeur Jean Briant, qui reconstruit les bâtiments conventuels.

« En 1593, la porte sacrée de ladite abbaye qui était d'or massif et les plus beaux ornements qui y étaient, servant au service divin, furent emportés et ravagés, avec les meubles de ladite maison, [ainsi que] les garnitures des chambres pour loger lesdits religieux, par les gens de guerre du seigneur de Sourdéac. Et en outre les gens de guerre entrèrent [dans les] chambres de ladite maison et emportèrent tout ce qu'ils y trouvèrent, entre autres tous les garants de ladite maison et abbaye, qui étaient dans un grand coffre. Au mois de janvier 1594, un régiment de la Ligue conduit par le comte de La Magnane se serait logé dans ladite abbaye l'espace de trois jours durant lesquels [les soldats] brûlèrent tous les restes des boiseries qui restaient en ladite maison, [ainsi que] les portes et fenêtres de celle-ci. Et les restes des garants demeurés après les premiers ravages dans la chambre basse de ladite maison, nommée « chambre de saint Benoist », ils les jetèrent pour la plus grande partie au feu et le reste sous les pieds des chevaux, [tant et si bien] qu'ils furent perdus et gâtés. Au mois d'octobre 1595, un troupe d'Anglais, comme l'on allait au siège de Crozon, descendirent en ladite maison et abbaye de Landévennec, entrèrent dans l'église de celle-ci, et emportèrent le reste des ornements. […] »

.

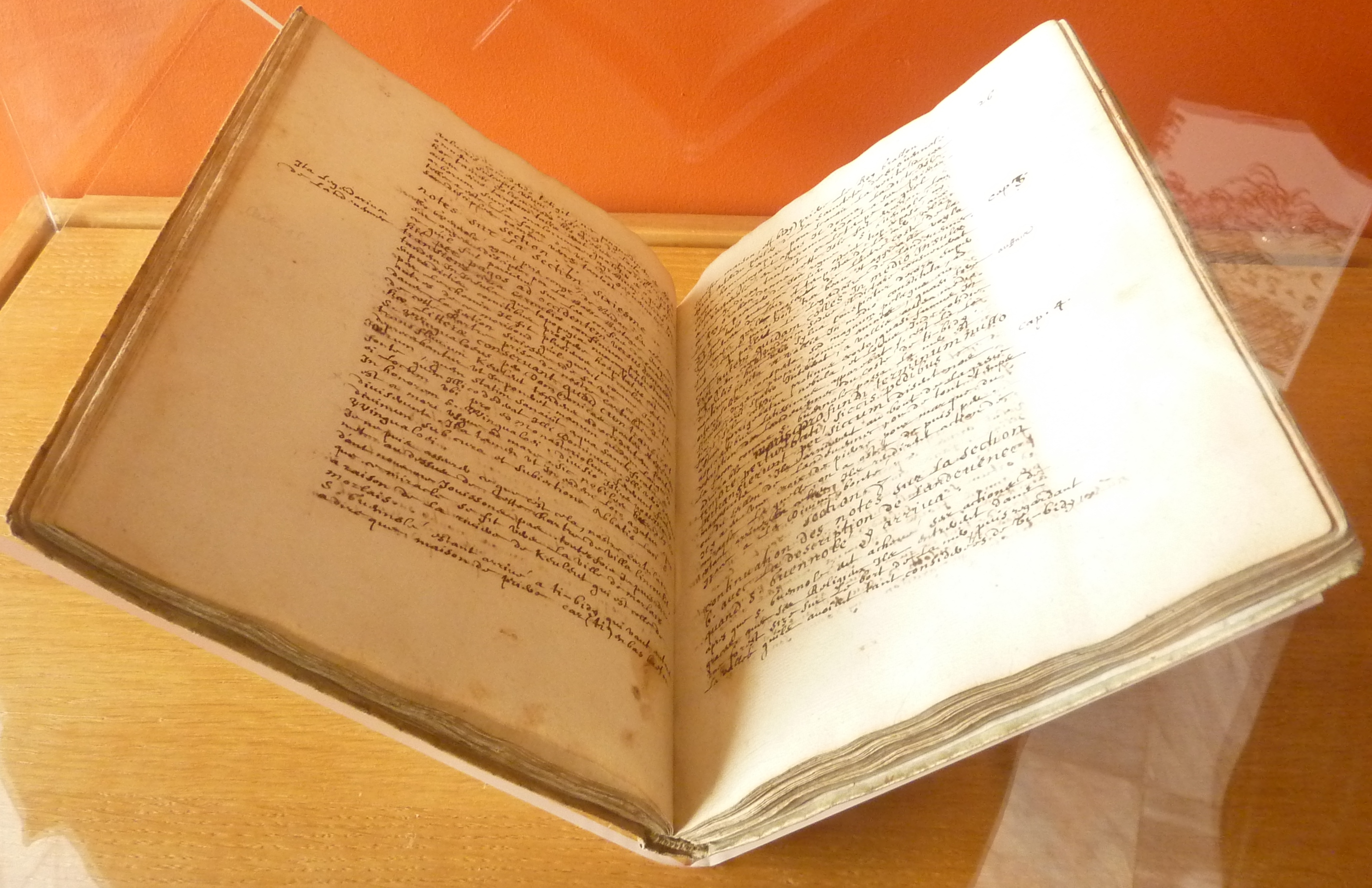
Deux pages du livre Histoire du monastère royal de l'abbaye Saint-Guénolé de Landévennec écrit par dom Noël Mars (1612-1702).

Selon dom Noël Mars, auteur de l"Histoire de l'abbaye royale Saint-Guénolé de Landévennec", publiée en 1648, le régime de la commende était particulièrement néfaste, bien plus encore que les guerres : par exemple entre 1570 et 1606, Troilus de Mesgouez, marquis de La Roche dispose des revenus de l'abbaye en toute légalité grâce au régime de la commende ; il en confie l'administration à son frère René de Mesgouez, seigneur de Kermoalec, qui en chassa tous les religieux.

« On donna le titre d'abbé à un prêtre nommé Largan, du diocèse de Quimper, mais celui-ci était aux gages du marquis de La Roche qui, réel possesseur du temporel de l'abbaye, en perçut les fruits jusqu'à sa mort. Plusieurs actes du temps témoignent des brigandages commis en ces circonstances par Troïlus et son frère qui enlevèrent de l'abbaye les joyaux, trésors, vaisselle d'argent et vases sacrés et en emportèrent, de force et par vol, une somme de 14 000 écus d'argent. Ils abattirent les plus beaux arbres, dont ils employèrent le prix, ainsi qu'une partie des matériaux de Landévennec, à l'acquisition et réparations de leur manoir de Trévallon, en Scaër. (...) Troïlus fit fondre les cloches pour en faire des canons et construisit un mur pour empêcher le peuple de fréquenter, désormais, l'église et le cimetière de l'abbaye. »

Le 14 juillet 1603, Vincent Le Grand, juge à Carhaix, recueille le témoignage des moines sur les abus commis par les frères Mesgouez :

« [René et Troïlus de Mesgouez] ont dénié et ôté [aux moines] une grande partie des commodités qui leur sont nécessaires pour vivre  [ils sont] réduits à telle extrémité que si bientôt [des ressources ne leur sont pas allouées] ils seront contraints de quitter l'abbaye et leur profession pour trouver d'autres moyens par lesquels s'entretenir. Ils nous ont encore remontré que l'avarice desdits seigneurs de Kermoalec et marquis de la Roche les aurait tant transporté qu'ils auraient pris la vaisselle d'argent dédiée pour servir l'église, [ainsi que] crosse, calices, patènes, plats, chandeliers et autres, et en auraient fait de la vaisselle de cuisine pour leur usage particulier, [avec l'intention de] les lisser comme leur propre à leurs héritiers. Ils auraient pris et fait rendre et fondre en leur manoir de Trévalet [ou Trévallon], pour en faire servir de canons, deux des plus grosses cloches de ladite abbaye. (...) Pareillement, ils auraient laissé se gâter et se perdre les chapes, chasubles, tuniques et diverses étoffes, les unes de soie, les autres d'or et d'argent et même toute la lingerie de l'église. […] »

### L'abbaye mauriste

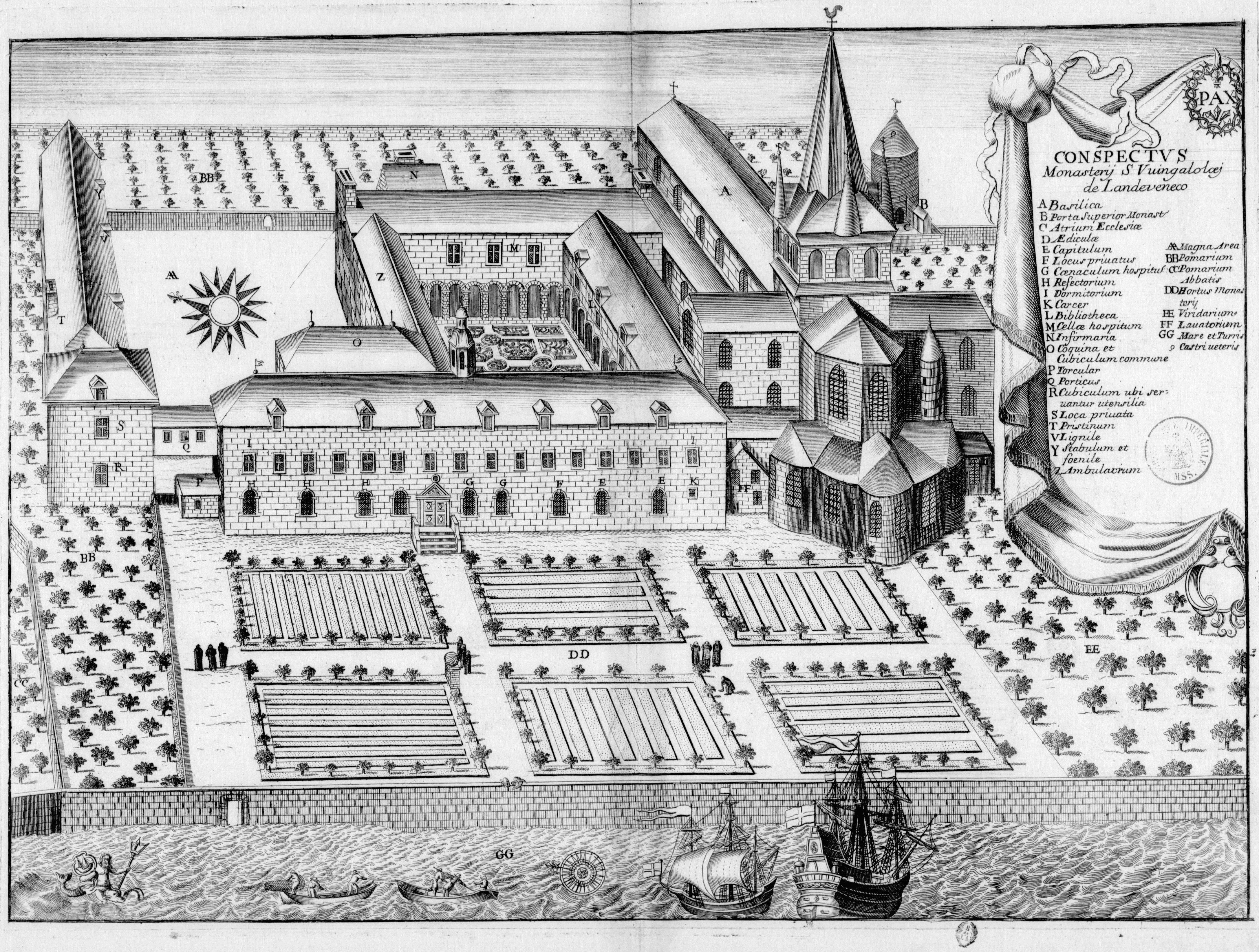
L’abbaye au XVIIe siècle, planche gravée du Monasticon Gallicanum.

Face à un relâchement de la discipline monastique, et à l'influence néfaste des abbés commendataires, l'abbaye qui était rattachée à la Société de Bretagne fut, comme ses autres membres, par un bref du pape Urbain VIII en date du 8 novembre 1627, rattachée à la congrégation de Saint-Maur, le 28 septembre 1628, ce qui est à l'origine d'un renouveau spirituel et intellectuel. Entre 1650 et 1655, les bâtiments abbatiaux sont rebâtis par un jeune moine architecte, le frère Robert Plouvier. Mais l'abbaye, critiquée par les Jansénistes, est à nouveau quasiment en ruine à la fin du XVIIe siècle.
Lors de la reconstruction du cloître au milieu du XVIIe siècle, un accident survenu en rade de Brest en 1653 est ainsi relaté :

« Le vingt-cinquième jour du mois d'août [1653], un événement tout à fait funeste et inopiné vint troubler l'allégresse dont la réédification de leur cloître, complètement détruit et effondré, enflammait les religieux de ce (...) monastère. Nous voulons parler de la mort de trois ouvriers qui amenaient en barque des pierres de taille de la carrière de pierre de Logonna. Comme ils s'adonnaient à ce travail, une tempête soudainement levée fit couler la barque alourdie. Ils périrent sous les eaux près du promontoire nommé Penros, pas très éloigné de la carrière de pierre. Voici leurs noms : Yves Moin, Yves Le Borgne, Pierre Kérinnec. D'autres pourtant, qui secondaient ceux-là mêmes en conduisant la barque, se saisirent de planches ou d'accessoires en bois qui se trouvaient dans la barque, ayant imploré d'en haut le secours divin, s'échappèrent jusqu'au rivage. Quant à ceux qui étaient restés morts sous les eaux, on les retrouva la nuit suivante quand la mer se retira et on les amena au monastère. Ils furent ensevelis dans la même fosse, dans la nef de l'église près du monument en pierre érigé en elle du côté du cloître le 26 août. Cependant, une fois quelques jours écoulés, alors que la mer se retirait un peu plus loin du littoral, la barque, délestée d'une partie de sa charge et vidée de ses eaux, se remit à flotter et fut ramenée au monastère. »

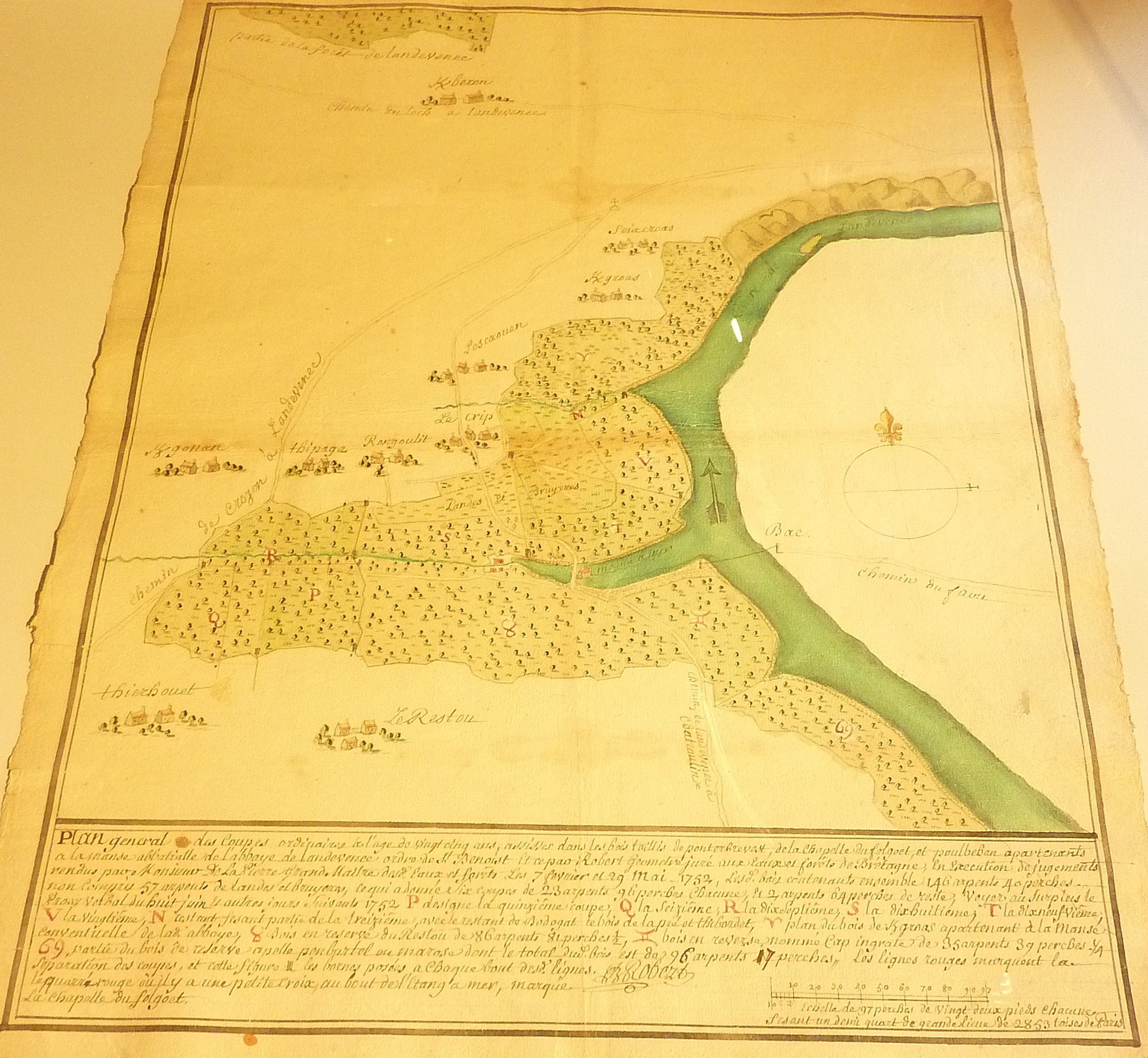
Plan d'une partie des bois appartenant à l'abbaye de Landévennec (dessin de 1751-1752)

Aux XVIIe siècle et XVIIIe siècle, les bois appartenant à l'abbaye étaient une importante source de revenus, facilitée par la forte demande en bois d'œuvre de l'arsenal de Brest (par exemple en 1779 une coupe exceptionnelle rapporte plus de 100 000 livres) ; des "gardes des bois" sont nommés (par exemple Charles Quintric, Julien Le Faou, Jean-Guillaume le Poupon) et poursuivent, l'abbaye étant une seigneurie disposant des droits de police et de basse justice, les auteurs d'infractions qui, en pillant du bois, compromettent le reboisement ; par exemple le 4 octobre 1693 les moines font interdire le port de faucilles, serpes et autres instruments, afin d'empêcher la coupe de « landes, genêts, épines et autres bois » dans le bois de Penforn.
Le 4 février 1781 un brevet du Roi « autorise l'évêque à engager en cour de Rome la procédure en vue d'extinction et d'union de l'abbaye », la mense abbatiale étant rattachée à l'évêché de Cornouaille et bénéficiant à son évêque Toussaint-François-Joseph Conen de Saint-Luc, qui devint aussi abbé commendataire de l'abbaye en 1785.

### Lescriptoriumde l'abbaye de Landévennec
L'abbaye de Landévennec fut au Moyen Âge un lieu important d'écriture de manuscrits, de parchemins et un atelier de copistes. À partir de la seconde moitié du IXe siècle, les moines lettrés de l'abbaye forment, sous l'impulsion de l'abbé Gurdisten, une véritable école hagiographique puisant son inspiration pour partie dans la tradition celtique mais s'adaptant aux idées carolingiennes et aux nouveaux standards bénédictins, maîtrisant les techniques littéraires caractérisant la renaissance des Lettres de leur époque. C'est véritablement « l'âge d'or » de l'abbaye. Les moines de Landévennec bénéficient du soutien des rois et comtes de Cornouaille et des commandes de l'évêché de Léon, par exemple pour les Vitæ de saint Guénolé et de saint Pol. La renommée dépasse les frontières de la Bretagne, puisqu'une copie du manuscrit de la Vita de Saint Guénolé a été commandée par Lambertus et a probablement appartenu à l’église de Saint-Guénolé à Château-du-Loir (Sarthe), transformé en prieuré de l'abbaye de Marmoutier vers 1067-1068. Le volume est passé ensuite à la cathédrale Notre-Dame de Paris et à la Bibliothèque des Oratoriens de Paris, vers 1680. Le manuscrit entre à la Bibliothèque Royale vers 1740 et est aujourd'hui conservé à la Bibliothèque nationale de France.
Cinq manuscrits de l'Évangéliaire de Landévennec provenant de ce scriptorium nous sont parvenus:
- le manuscrit Egerton (British Museum, Londres), qui provient de l'abbaye de Marmoutier et est entré au British Museum en 1836 ;
- l'Évangéliaire de Landévennec (New York Public Library), aussi connu sous le nom d'Harkness Gospel, du nom de son propriétaire qui en fit don à la New York Public Library en 1928 ;
- le manuscrit de Berne (Burgerbibliotek, Berne), daté de la seconde moitié du IXe siècle, qui appartint un temps à l'abbaye de Fleury[e] ;
- le manuscrit 960 de la bibliothèque municipale de Troyes qui a appartenu un temps à l'abbaye Saint-Gildas de Rhuys et date précisément de 909 ;
- le manuscrit de la bibliothèque municipale de Boulogne-sur-Mer ; il date de la seconde moitié du IXe siècle et sa présence à Boulogne-sur-Mer s'explique par la fuite à Montreuil des moines de Landévennec après la destruction en 913 de leur monastère par les Vikings[26].

La décoration des manuscrits provenant de Landévennec a été méprisée par certains auteurs comme J. Porcher qui reproche par exemple à l'Évangéliaire de Landévennec d'être décoré de portraits d'évangélistes zoocéphales en raison des représentations anthropozoomorphiques des quatre Évangélistes qu'il contient, y voyant une inspiration demi-païenne, ou encore Dom Leclercq qui y voit, comme dans les manuscrits irlandais, « un ragoût de blasphème et de sacrilège ». René Crozet décrit les manuscrits du groupe de Landévennec comme « caractérisé par une exécution très grossière et par de curieuses hésitations iconographiques ». Au contraire J.C. Alexander y voit une « résistance à la domination culturelle carolingienne ».
Par ailleurs, un manuscrit du XIe siècle de l'abbé Gurdisten en latin, Vita et miracula sancti Winvaloei ("Vie et miracles de saint Guénolé"), se trouve à Paris à la Bibliothèque nationale de France.

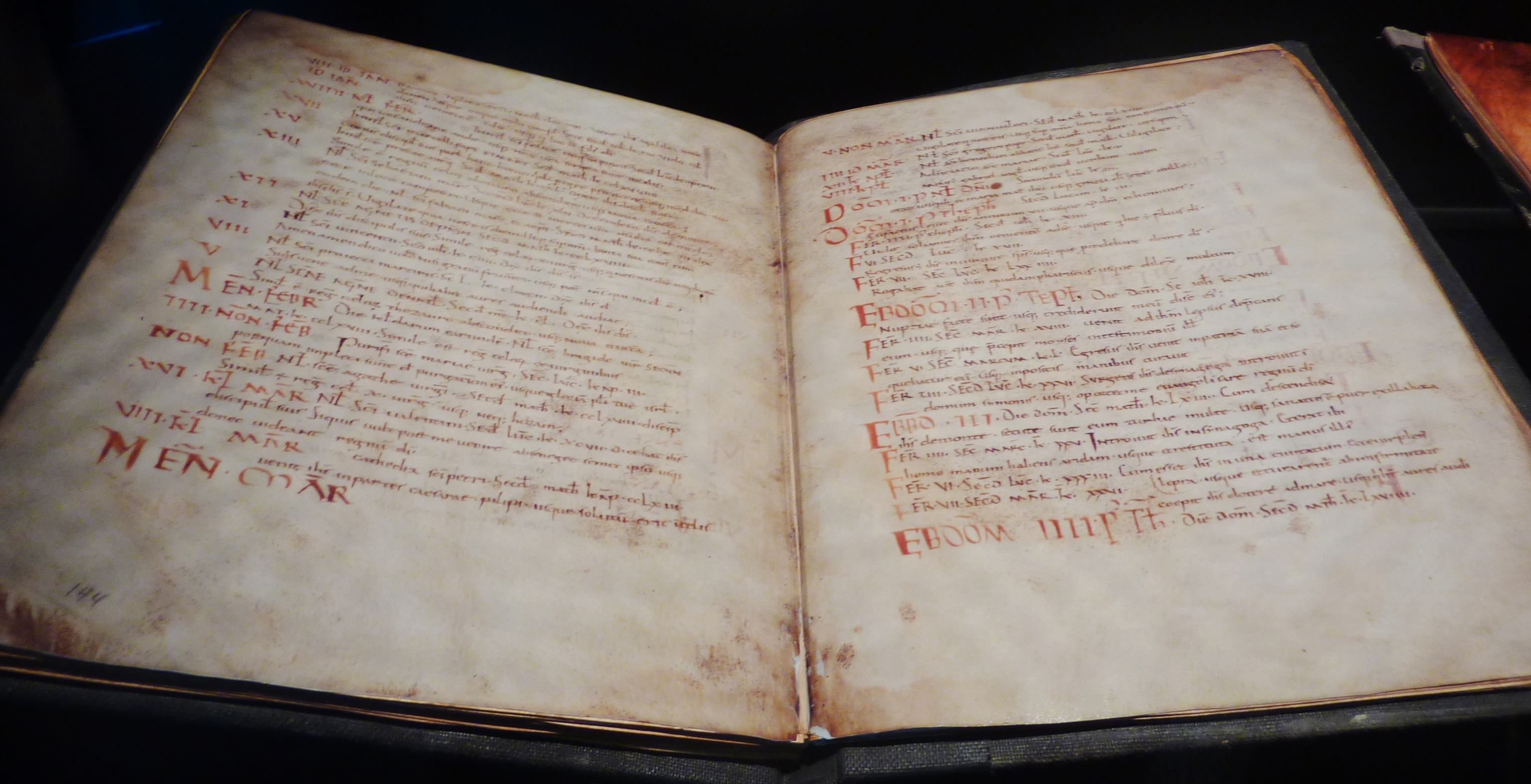
Musée de l'ancienne abbaye de Landévennec : évangéliaire de Landévennec, une double page (parchemin du IXe siècle).
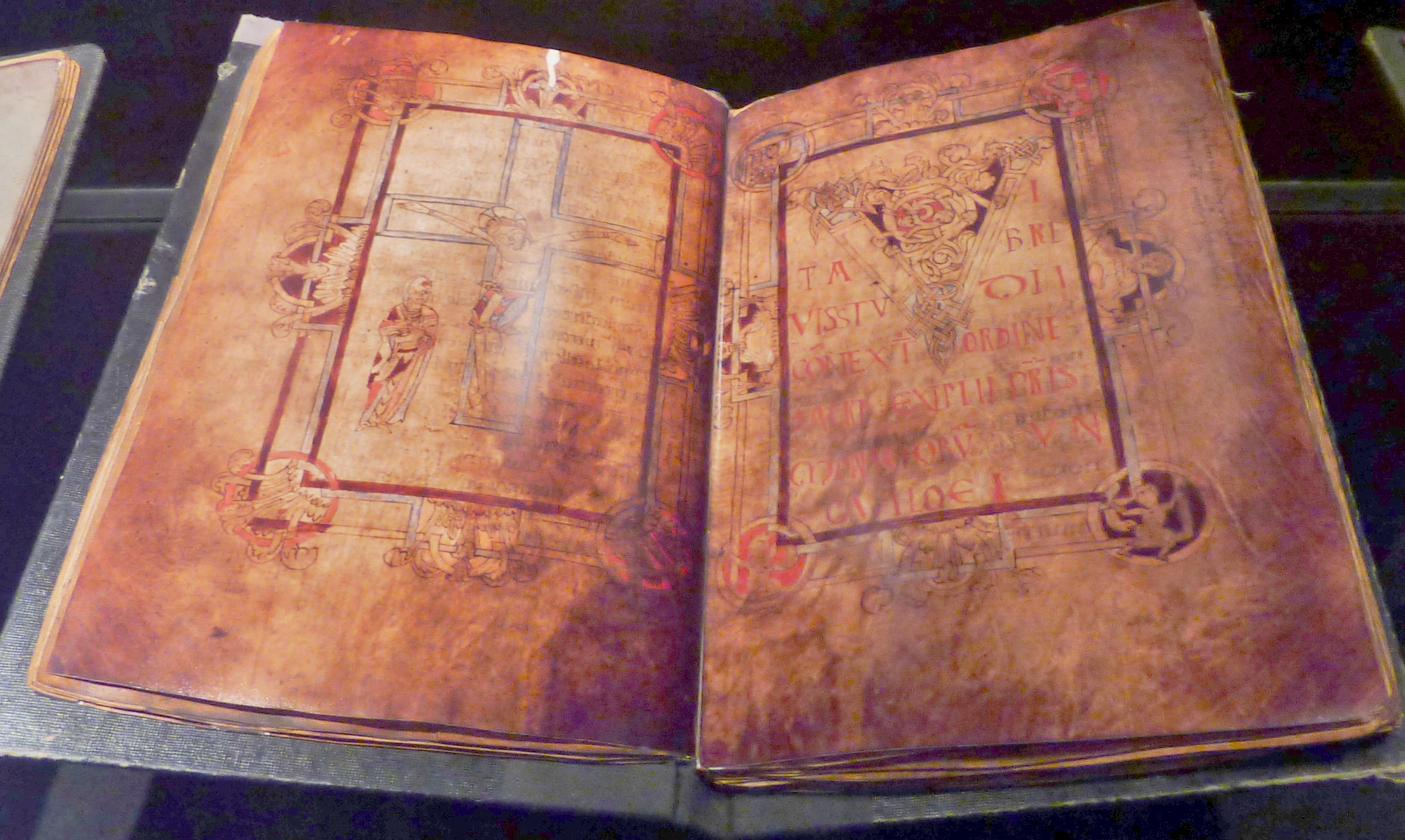
Musée de l'ancienne abbaye de Landévennec : cartulaire de Landévennec, une double page (parchemin du XIe siècle) 1.
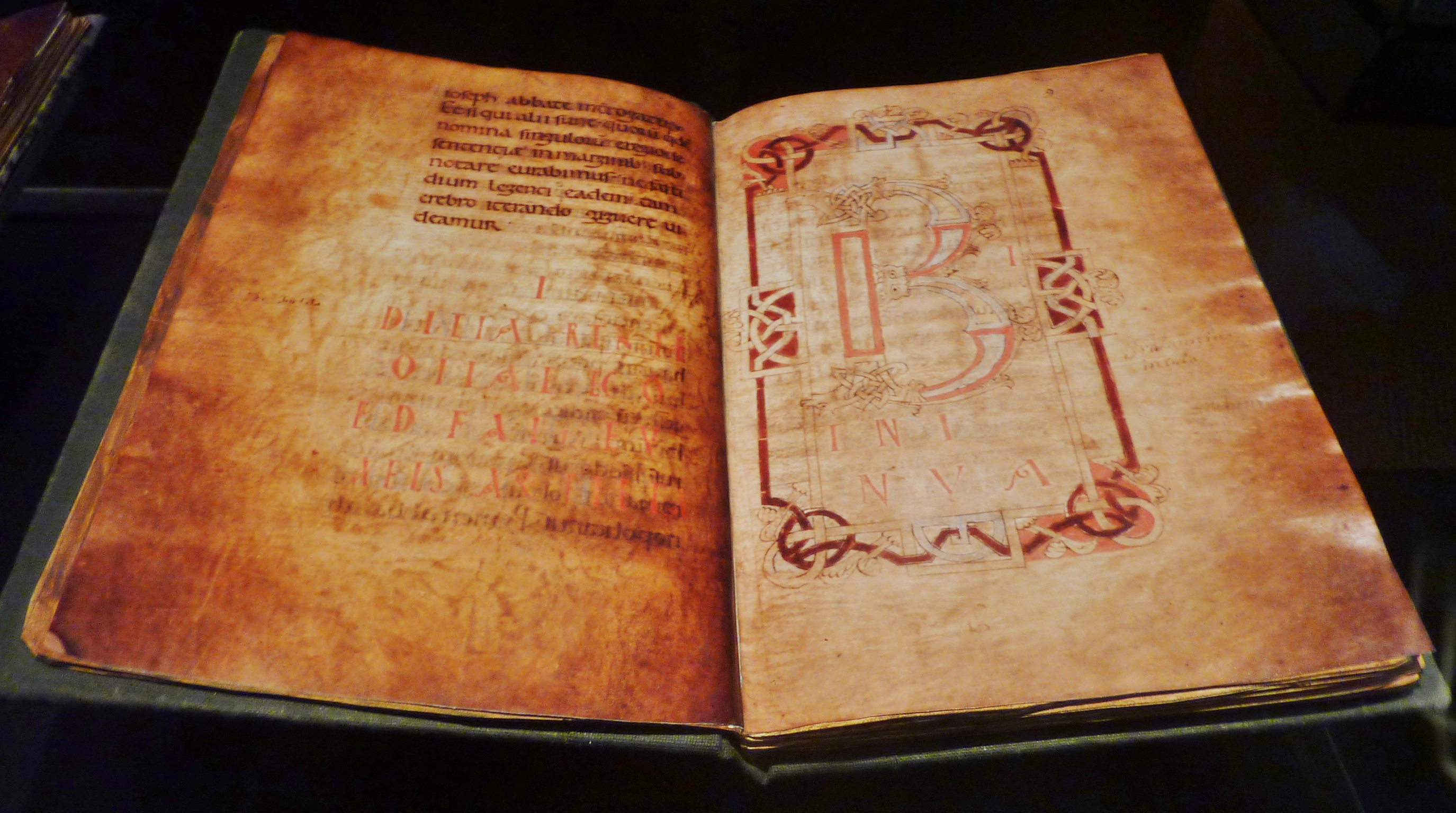
Musée de l'ancienne abbaye de Landévennec : cartulaire de Landévennec, une double page (parchemin du XIe siècle) 2.
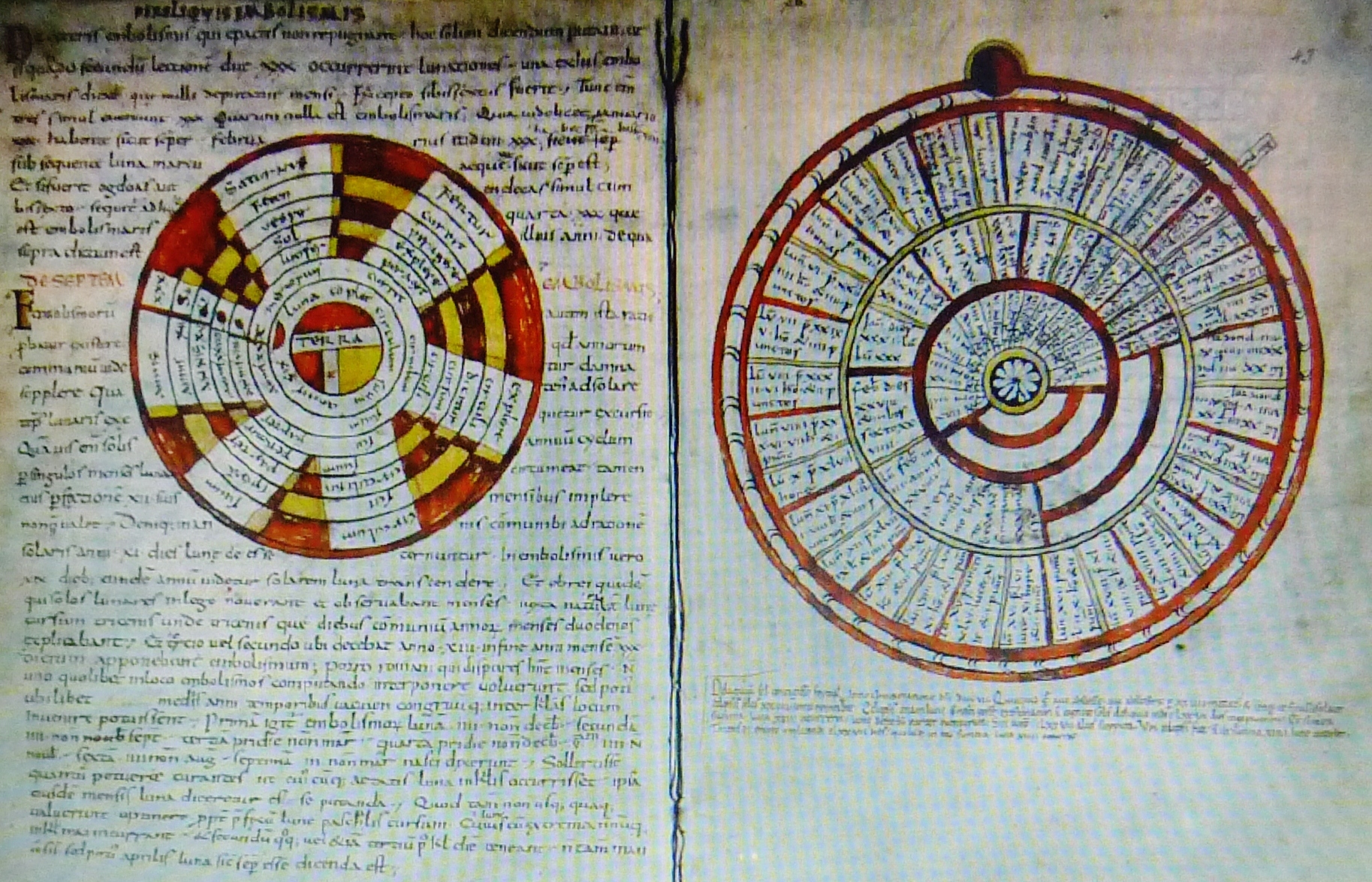
Double page du recueil d'astronomie De natura écrit en 897 par des moines de l'abbaye de Landévennec (bibliothèque municipale d'Angers).
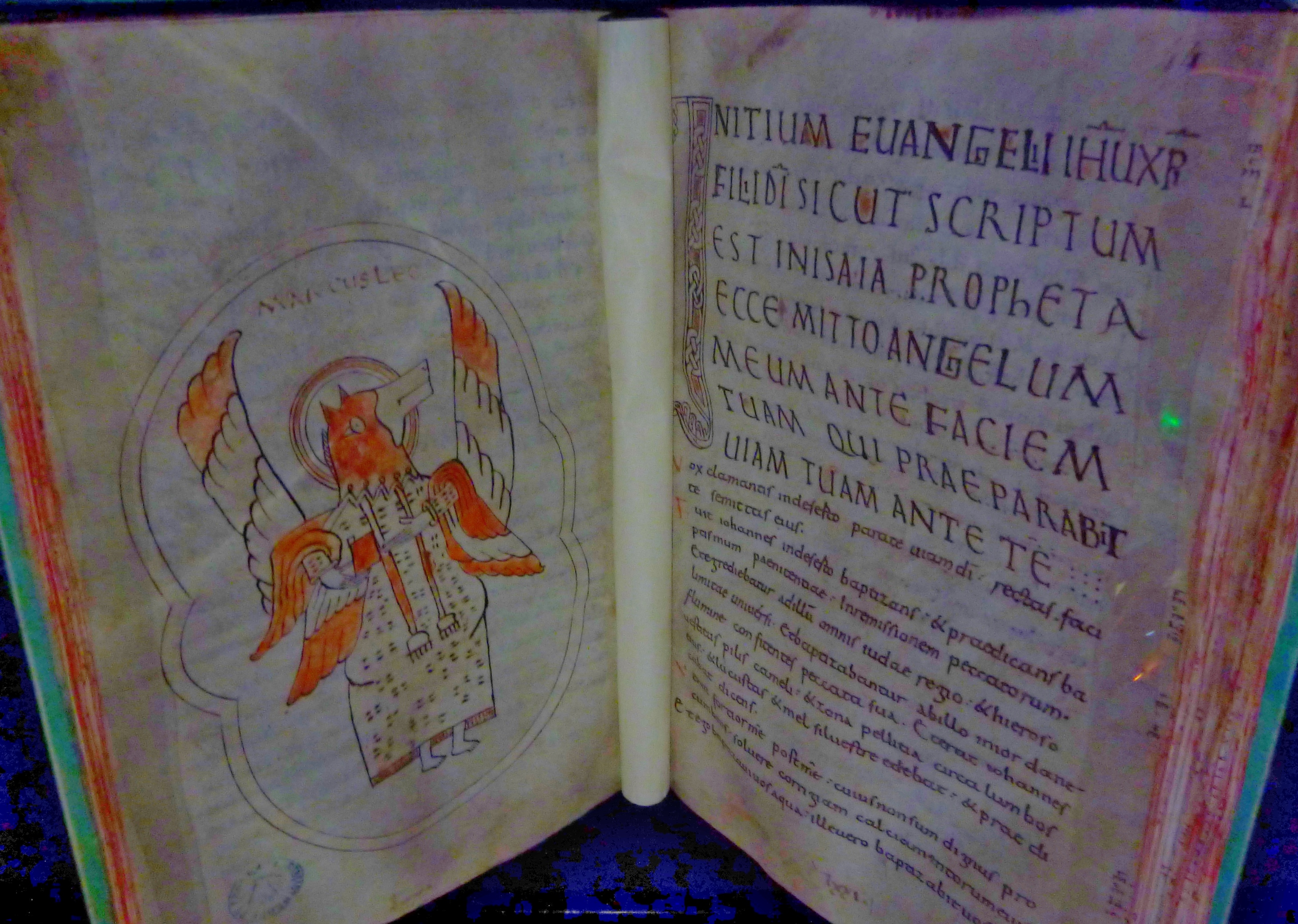
Une double page du manuscrit de Landévennec (vers 960, médiathèque du Grand Troyes).

### Listes des abbés
L'abbé de Landévennec était  « recteur primitif » ; il avait droit de nomination des recteurs) de Landévennec, Argol, Telgruc et Crozon jusqu'au XIIIe siècle.
Les abbés sont des abbés réguliers jusqu'en 1522, puis des abbés commendataires, c'est-à-dire sous le régime de la commende jusqu'en 1780,, Avant 1400, la liste des abbés reste très incertaine, des contradictions existant selon les sources.
| Nom                                   | Période           | Nom latin dans le cartulaire                             | Particularités |
| ------------------------------------- | ----------------- | -------------------------------------------------------- | --- |
| Saint Guénolé                         | 490(?)-532        | Sanctus Uuingualocus                                     | |
| saint Judulus                         | (vers 520)        | Cité aussi comme abbé de Landévennec par Albert le Grand | |
| Saint Gwenaël                         | 532-590           | Sanctus Guenhael                                         | Mourut dans le diocèse de Vannes |
|                                       | 818 - ?           | Matmunuc                                                 | C'est lui qui abandonne la règle de saint Colomban au profit de celle de saint Benoît |
|                                       |                   | Segneu                                                   | |
| Aelam                                 |                   | Alanus                                                   | |
| Gurdisten (Wrdisten)                  | 880 - ?           | Gurdistin (Gurdestenus)                                  | Auteur du cartulaire de Landévennec, y compris la Vie de saint Guénolé |
| Jean                                  |                   | Iohan                                                    | |
|                                       |                   | Clemens                                                  | Cité trois fois, mais il s'agit probablement du même abbé |
|                                       |                   | Clemens                                                  | Cité trois fois, mais il s'agit probablement du même abbé |
|                                       |                   | Clemens                                                  | Cité trois fois, mais il s'agit probablement du même abbé |
| Jean                                  | 931 - ?           | Iohan                                                    | Mentionné dans le cartulaire de Quimperlé ; aurait reçu Batz et Guérande |
|                                       |                   | Justin                                                   | |
| Benoît                                | 954 - ?           | Benedict                                                 | Aurait reçu l'église de Saint-Thois pour le compte de l'abbaye |
| Gurdilec (Gurdiler)                   |                   | Gurdilerius                                              | |
| Cadnou                                |                   | Cadiocus                                                 | Témoin de la donation d'Edern par Budic Castellin |
|                                       | ? - 1031          | Blenvilet                                                | |
| Elisuc                                | 1031-1045         | Elisuc                                                   | Décédé en 1045 selon le cartulaire de Quimperlé |
| Kyllai                                | 1046-1075         | Kyllæ                                                    | Décédé le 5 juin 1075 selon Dom Noël Mars |
| Justin                                |                   | Justinus                                                 | Moine venu de l'abbaye Saint-Sauveur de Redon ; il fit construire le prieuré de Notre-Dame de Camfrout                                                                                       |
| Guillaume                             | ? - 1084          | Guilhelmus                                               | Il reçut en don du duc Alain Fergent les moulins, écluses et pêcheries de Châteaulin |
| Lancelin                              |                   | Lancelinus                                               | |
| Orscand                               |                   | Orscandus                                                | |
|                                       | 1128 (?) - 1142   | Elimarius                                                | Moine venu de l'abbaye Sainte-Croix de Quimperlé et probablement fils d'Hervé II de Léon |
| Gradlon (Graslon)                     |                   | Gradlonus ou Graslonus                                   | |
| Rivallon de Brouvérec                 | ? - 1163          | Riuuallonus                                              | |
| Gradlon II (Graslon II)               |                   | Gradlonus de plebe Sancti Eneguorii de pago Cap Cavall   | Dit aussi de Saint-Enogat |
| Jacob (Jacques)                       |                   | Iacobus                                                  | |
| Rivallon II                           | avant 1224 - 1233 | Rivalonus                                                | Originaire du Faou, mais moine venant de l'abbaye Sainte-Croix de Quimperlé. Controverse avec l'évêque de Quimper dont il refuse la prééminence                                              |
| Tadic (Cadic)                         | ? - 1240          | Tadic                                                    | |
| Rivallon III                          | ? - 1254          | Rivallonus de Ploemergat                                 | Originaire de Plumergat |
| Rivallon IV                           | ? - 1256          | Rivallonus de Treles                                     | Originaire du village de Trefflez en Briec |
| Bernard                               | ? - 1271          | Bernardus                                                | Originaire d'Edern. Décédé le 6 août 1271 |
| Bernard                               | ? - 1282          | Bernardus                                                | Bernard de Kerlouré (ou de Kerlozrec), originaire de Ploudalmezeau |
| Rioc                                  | ? - 1283          | Riocus                                                   | Originaire de Plonéour-Cap Caval |
| Jean du Parc                          | 1293 - 1308       | Johannes dictus porcus                                   | Originaire de Rosnoën. Il fit rédiger le nécrologe de l'abbaye par Guillaume de Rennes en 1293                                                                                               |
| Guillaume                             | 1308 - 1311       | Guilhelmus                                               | Originaire de l'abbaye Saint-Melaine de Rennes ; décédé à Vienne |
| Yves (ou Eudes) Gormon                | 1311 - 1344       | Eudo Gormon de Leon                                      | Fut un temps accusé d'hérésie par Yves de Boisboissel, évêque de Quimper |
| Alain Piezres                         |                   | Alanus Piezresii                                         | Mort à Avignon |
| Armel de Villeneuve                   | ? - 1362          | Armaelus de Villanova apud Languern                      | Originaire de Lanvern |
| Alain de Daoulas                      | ? - 1371          | Alanus de Doulas                                         | Dernier abbé cité dans le cartulaire de Landévennec |
| Bernard                               | ? - 1380          |                                                          | Également prieur de Lanvern |
| Guillaume de Parthenay                | 1381 - 1399       |                                                          | Auparavant prieur de l'abbaye de Saint-Denis |
| Yves Poulmic                          | 1400 - 1425       |                                                          | Originaire de Poulmic en Lanvéoc |
| Henri de Morillon                     | 1425 - 1442       |                                                          | Originaire de Riec |
| Jacques de Villeblanche               | 1443 - 1490       |                                                          | Nommé abbé à l'âge de 21 ans ; chanoine de Luçon |
| Mathieu Hémery                        | 1490 - 1496       |                                                          | |
| Jehan du Vieux-Chastel                | 1496 - 1522       |                                                          | Originaire de Trébrivan ; prieur de Concarneau ; restaurateur de plusieurs prieurés dépendant de l'abbaye ; dernier abbé régulier                                                            |
| Thomas Le Roy                         | 1522 -1524        |                                                          | Originaire de Messac ; envoyé à Rome où il résida entre 1512 et 1524 par Anne de Bretagne ; premier abbé commendataire ; décédé à Rome                                                       |
| Alain de Trégain                      | 1524 - 1538       |                                                          | |
| Louis de Kerguen                      | 1530 - 1534       |                                                          | Originaire de Dirinon et archidiacre de Cornouaille |
| Maurice Briant                        | 1534 - 1538       |                                                          | |
| Arnoul Briand                         | 1538 - 1542       |                                                          | Neveu de Maurice Briant, l'abbé précédent. Il était aussi doyen des chanoines de Notre-Dame-de-Cléry, bénéficier de Saint-Martin-de-Tours, recteur de la paroisse Saint-Martin à Cléon, etc. |
| Maurice Commacre                      | 1542 - 1577       |                                                          | Neveu d'Arnoul Briand, l'abbé précédent. Il fut abbé à 19 ans. |
| Pierre Largan                         | 1577 - 1608       |                                                          | Abbé considéré comme inapte à diriger l'abbaye, dirigée en fait par le seigneur de Kermoalec, René du Mescouez. Il démissionne en 1608                                                       |
| Jean Briant                           | 1608 - 1630       |                                                          | Peut-être originaire de Corseul ; recteur de Crozon ; chanoine et grand archidiacre de Cornouaille. Il trouve l'abbaye dans un état déplorable, mais la restaure.                            |
| Pierre Tanguy                         | 1630 - 1665       |                                                          | Parent de l'abbé précédent ; aussi recteur de Crozon |
| Jacques Tanguy                        | 1665 - 1695       |                                                          | Neveu de l'abbé précédent ; laisse l'abbaye quasiment en ruines lors de son décès |
| Pierre Le Neboux de la Brosse         | 1695 - 1701       |                                                          | Évêque de Léon depuis 1701 |
| Balhtasar Rousselet du Châteaurenault | 1702 - 1712       |                                                          | Déjà abbé de l'abbaye de Fontaine-les-Blanches ; membre de la famille du maréchal de Châteaurenault, comte de Crozon et gouverneur de Brest                                                  |
| Charles-Marie Duplessis d'Argentré    | 1712 - 1713       |                                                          | Originaire d'Argentré (diocèse de Rennes) |
| Jacques-Philippe de Varennes          | 1713 - 1745       |                                                          | Originaire d'Auvergne |
| Jean-Baptiste-Marie Champion de Cicé  | 1746 - 1779       |                                                          | Originaire de Rennes ; devient abbé à 21 ans ; il fut aussi vicaire général de Bourges, évêque de Troyes puis évêque d'Auxerre ; dernier abbé commendataire                                  |
| Toussaint Conen de Saint-Luc          | 1780 - 1790       |                                                          | La mense abbatiale est réunie à l'évêché de Cornouaille dont il est alors l'évêque de 1773 à 1790 ; il fut aussi abbé de l'abbaye de Langonnet entre 1767 et 1790                            |

### La Révolution française et ses conséquences pour l'abbaye

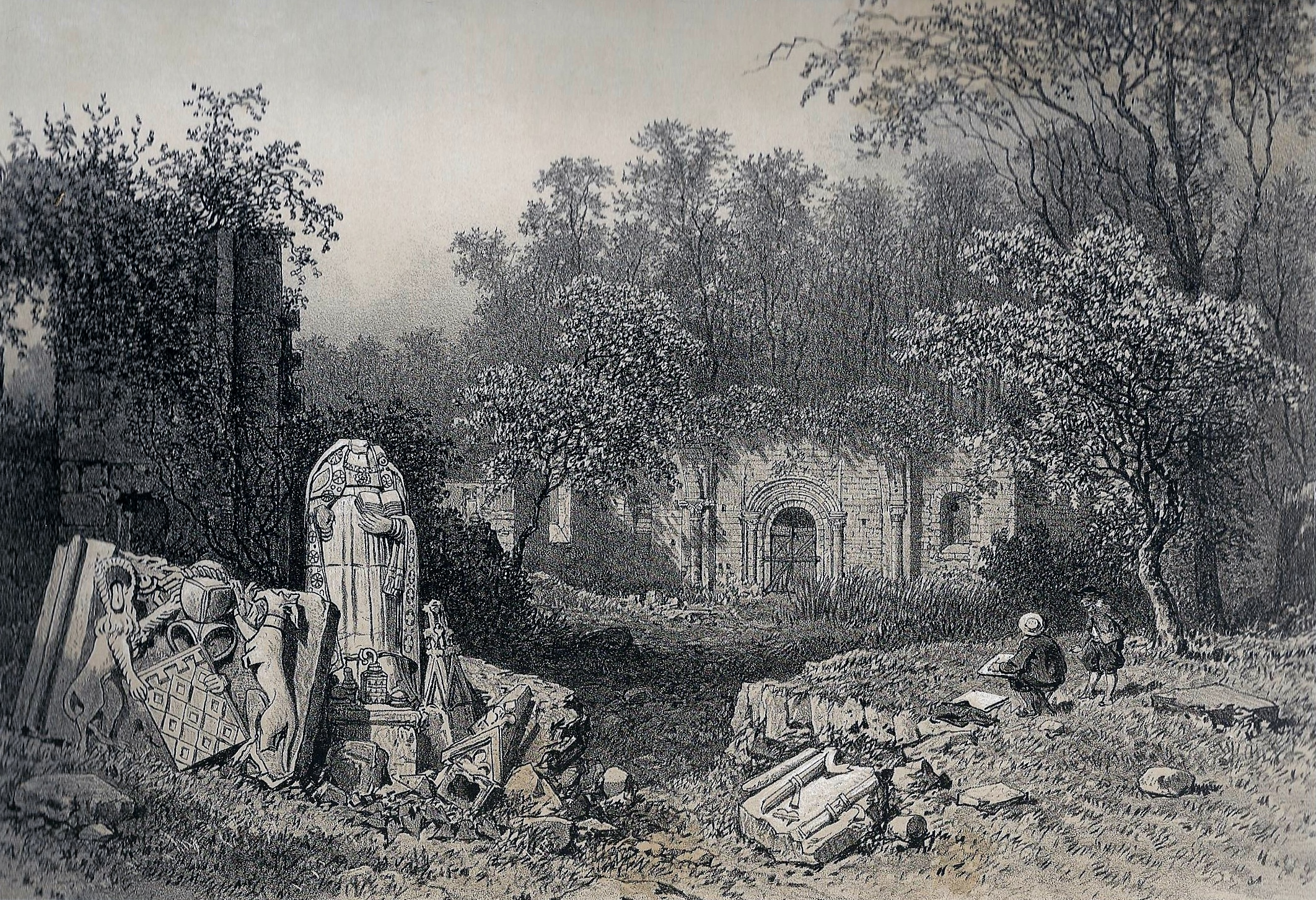
Eugène Cicéri : Ruines de l'abbaye de Landévennec (dessin, 1867).

Dès le 22 février 1791, la paroisse de Landévennec fait usage de l'église abbatiale « attendu qu'il ne s'y trouve plus de religieux ». En 1792, l'abbaye bénédictine de Landévennec où il ne restait que 4 moines fut abandonnée, la communauté monastique est dissoute, la bibliothèque dispersée et le monastère est vendu comme bien national à Joseph Richard-Duplessis (les bâtiments abbatiaux le 21 mai 1792, l'église abbatiale en 1796). L'abbaye existait encore entière vers 1810 ou 1815, mais son acquéreur d'alors s'acharna à la détruire, il y établit un four à chaux et employa une grande partie des matériaux de l'église et de l'abbaye à cette industrie. L'abbaye changea six fois de propriétaire au cours du XIXe siècle, passant au médecin, François Bavay (dont la petite-fille épousera Alexis Crouan, commanditaire de la villa Crouan à Port Maria). En 1875, ce qui reste de l'abbaye est vendu par les ayants droit du docteur Bavay au comte Louis de Chalus, qui entreprend de sauver ce qui peut encore l'être.
Lors des fêtes du Bleun Brug, l'abbé Yann-Vari Perrot fit jouer une pièce historique sur le moine Jean, abbé de Landévennec, image du renouveau religieux et national selon l'auteur.
Aujourd'hui, sur le site d’origine, les ruines stratifiées témoignent des heurs et malheurs de cette longue histoire montrant ce qui reste des abbayes carolingienne (IXe siècle), romane (XIIe siècle et XIIIe siècle) et mauriste (XVIIe siècle) qui se sont succédé sur le site.
Depuis 1978, des recherches archéologiques en font parler les pierres. Les églises carolingienne et romane, les cloîtres superposés au fil des siècles, le plus ancien datant du IXe siècle demeure jusqu’à aujourd'hui le seul connu de cette période, contribuent à faire de Landévennec un lieu majeur de l'archéologie médiévale en Europe.

### Le musée de l'ancienne abbaye de Landévennec
Ouvert sur le site et inscrit dans une intéressante architecture contemporaine, le musée de l'ancienne abbaye inauguré en juillet 1990 participe à la découverte de la signification profonde du lieu et sa relation avec les évènements fondateurs de l'histoire bretonne : reconstitution d'un scriptorium, sarcophage en chêne daté du IXe siècle, chapiteaux romans, fac-similés de manuscrits anciens, etc. jalonnent un itinéraire où le visiteur chemine au hasard de l'histoire. Deux salles présentent de façon ludique et pédagogique le travail des archéologues de la fouille à l'analyse des découvertes. À l'extérieur, un jardin de simples rappelle l'intérêt que les moines portaient aux plantes.
Depuis 1988, l'association Abati Landevenneg gère et anime cet ensemble exceptionnel. Tous les ans, des expositions temporaires proposent un autre regard sur l'histoire des lieux et sur la vie monastique à travers le temps. Chaque été, l'église à ciel ouvert devient l'écrin insolite où se produisent artistes, comédiens et musiciens ajoutant encore à la poésie des lieux.
Le 3 août 2017, le Musée de l'abbaye de Landévennec a reçu le label Musée de France attribué par le ministère de la Culture.

Objets exposés au musée de l'ancienne abbaye de Landévennec
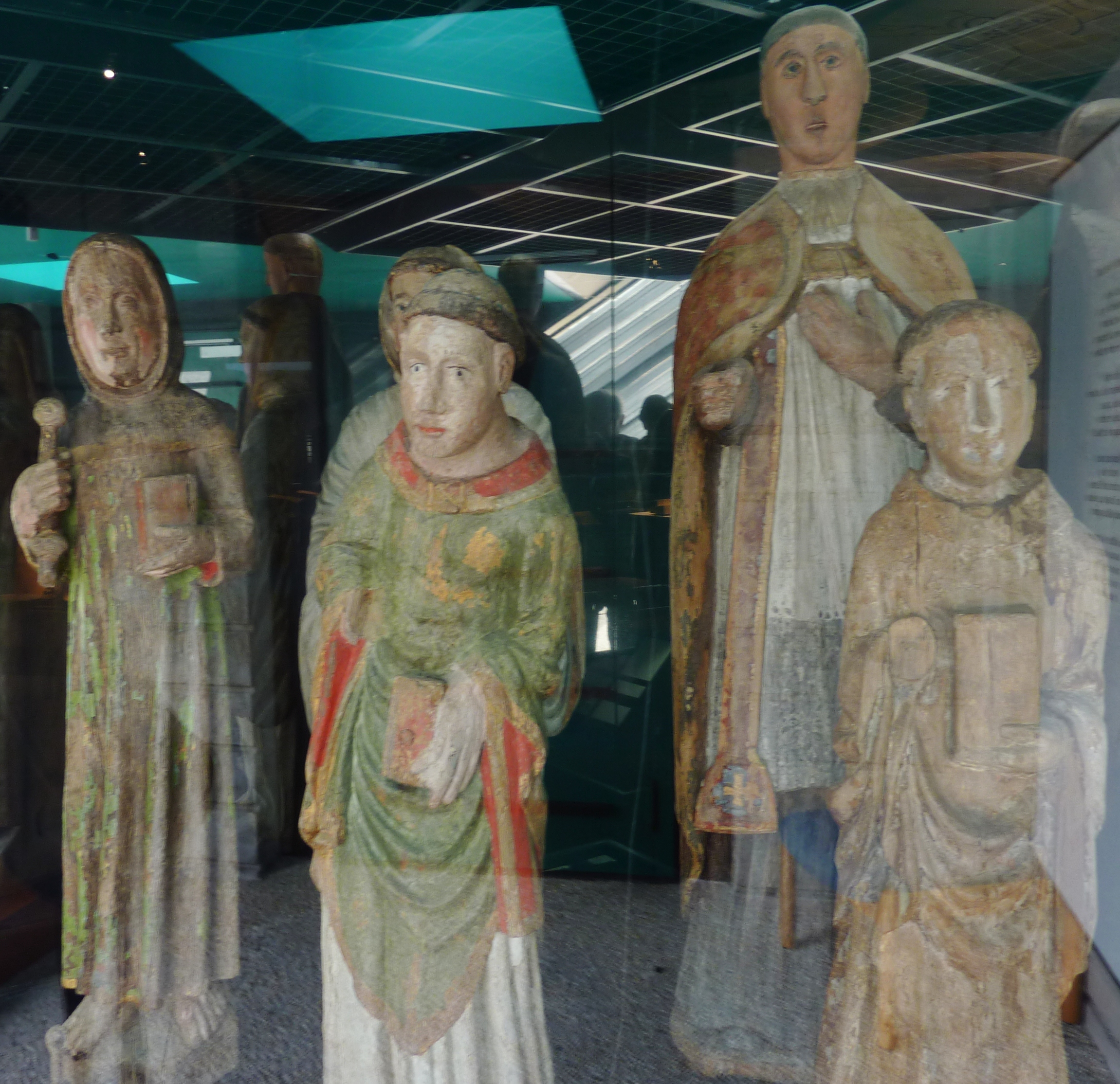
Cinq statues de saint Guénolé.
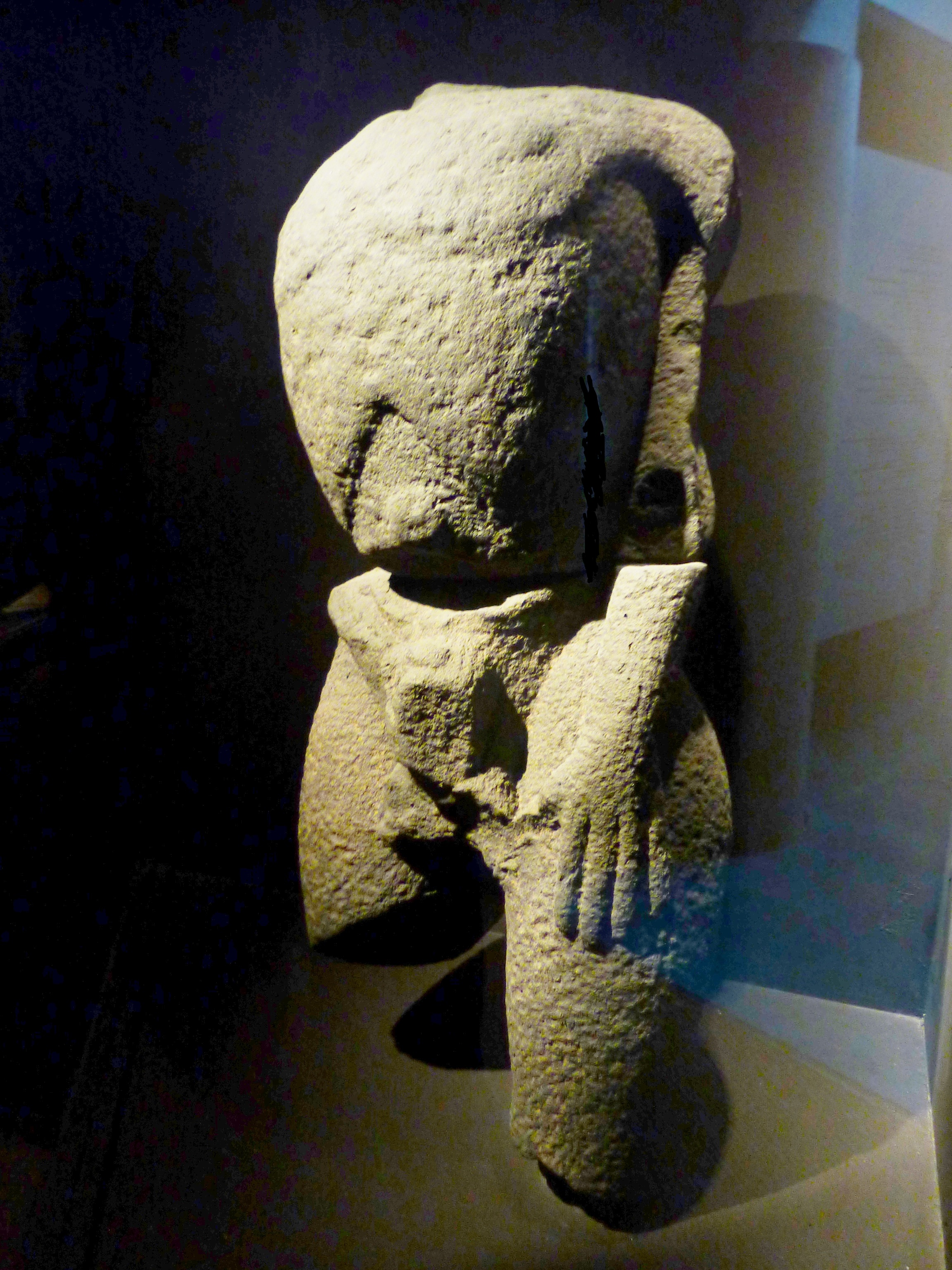
Statue d'un dieu de la fécondité en kersantite provenant de la chapelle de La Fontaine-Banche en Plougastel-Daoulas.
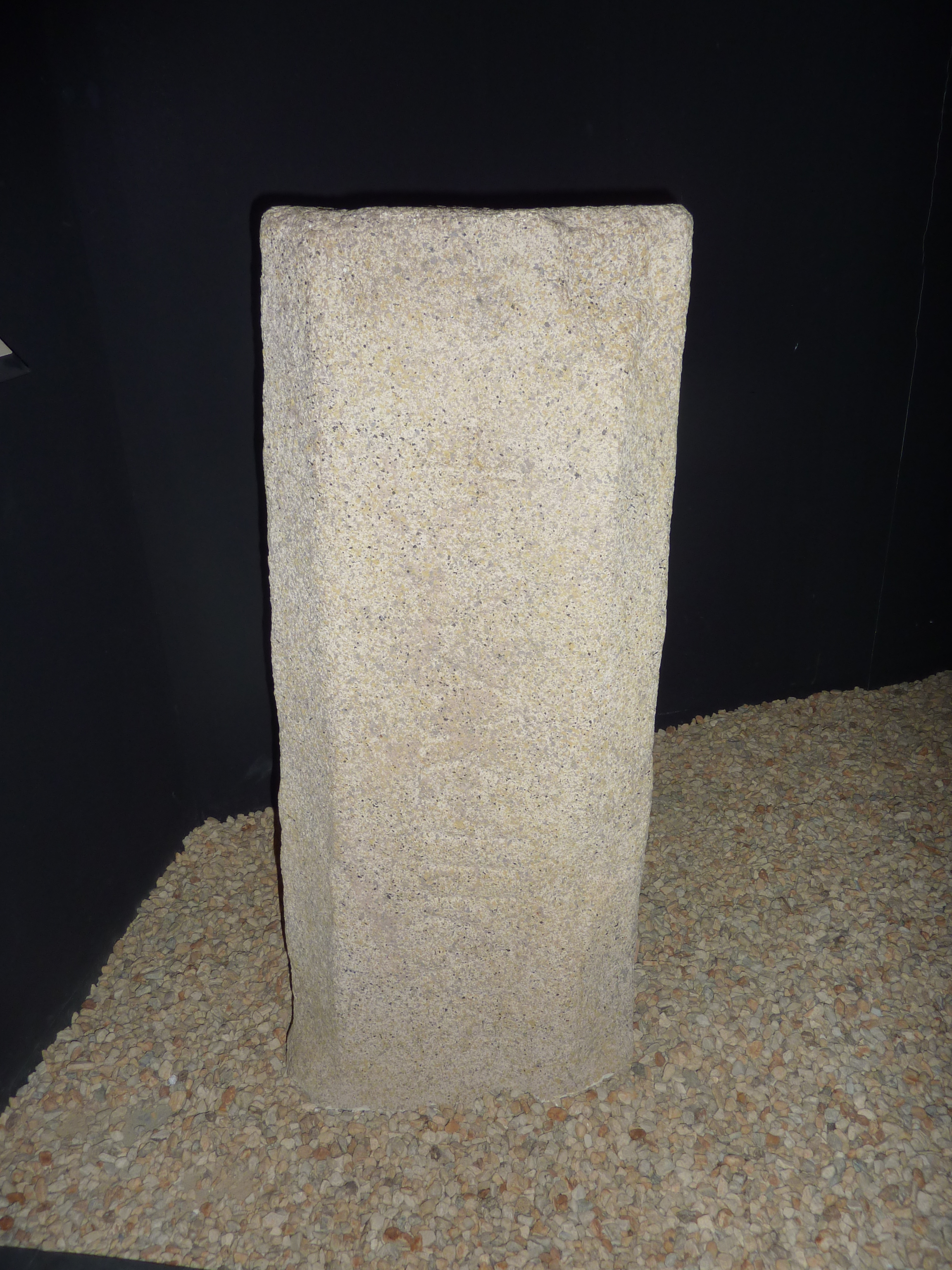
Stèle en granite provenant du « cimetière des Saints » de Lanrivoaré.
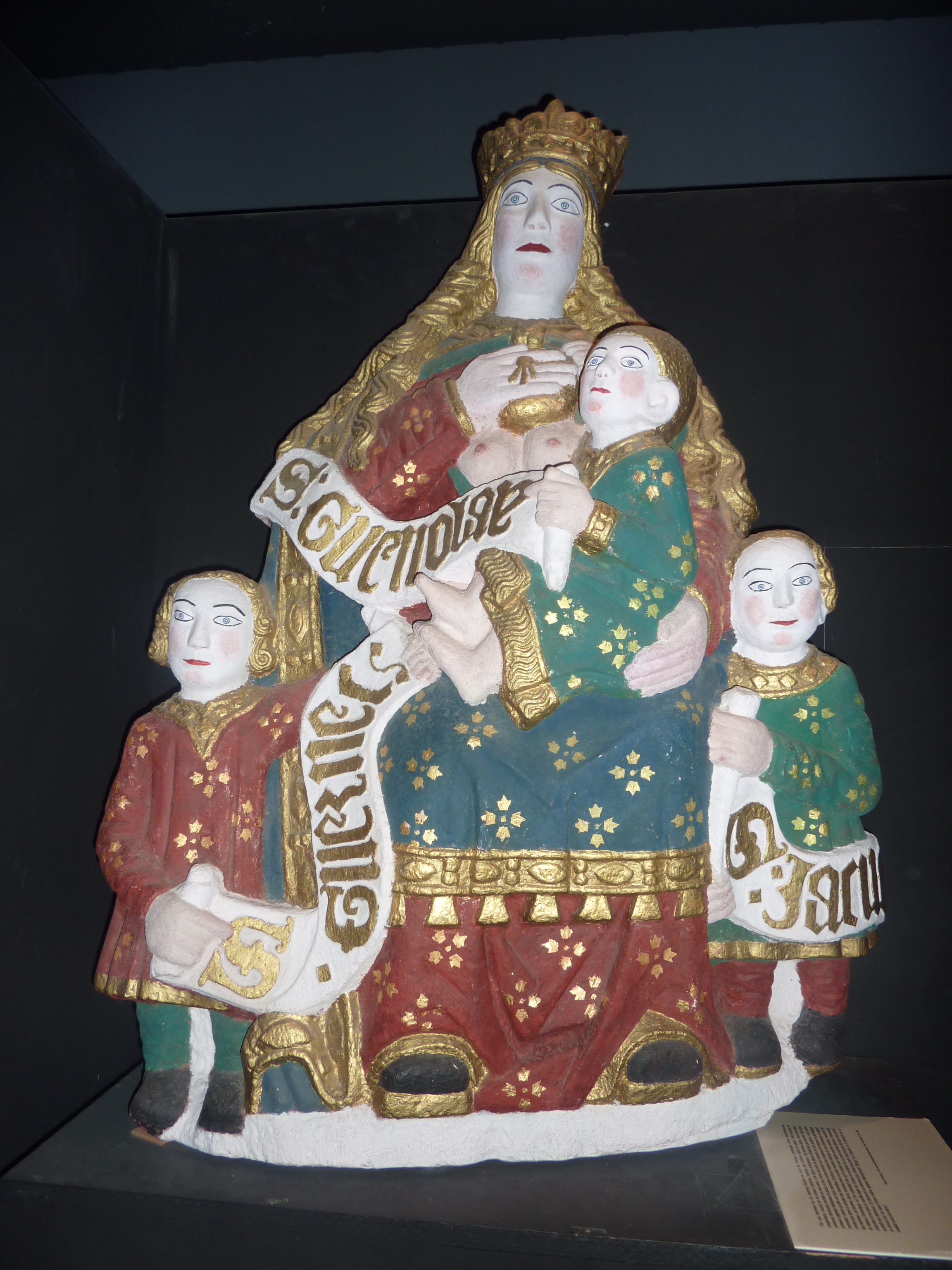
Moulage d'une statue de sainte Gwenn de la chapelle Saint-Vennec à Briec.

## Nouvelle abbaye

### Historique

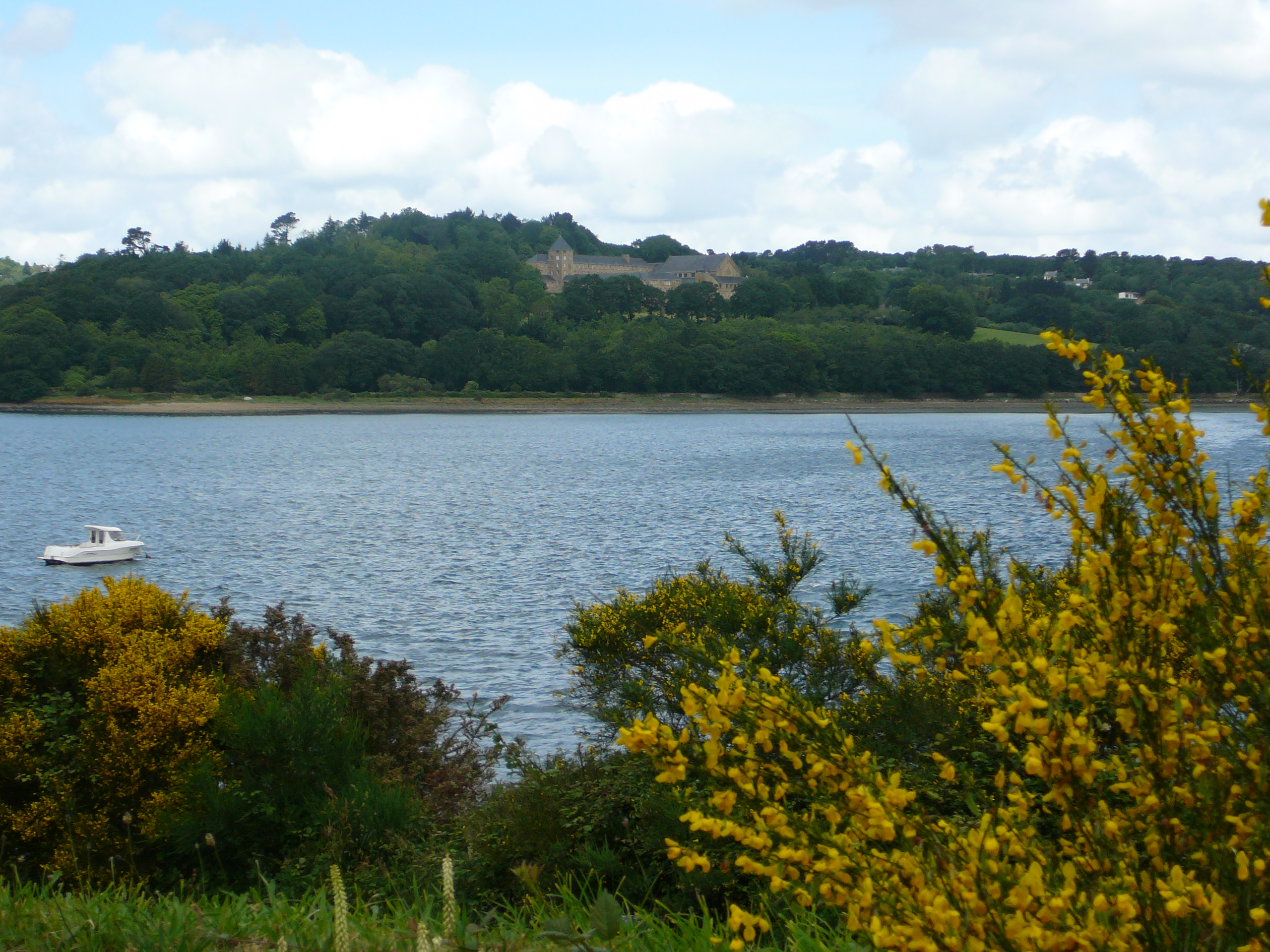
L'Aulne et la nouvelle abbaye de Landévennec à l'arrière-plan, en 2008.

À partir de 1930, avec le puissant mouvement du Bleun-Brug (fleur de bruyère), créé par le prêtre régionaliste Jean-Marie Perrot, des militants engagés dans la restauration de l'identité culturelle et religieuse de la Bretagne se prennent à rêver de « relever », avec les moines du monastère de Kerbénéat en Plounéventer, le vieil ermitage de saint Guénolé.
Le 18 juin 1950 est prise la décision de l'achat de l'abbaye, propriété de M. de Chalus, par la communauté monastique de l'abbaye bénédictine de Kerbénéat, sous l'impulsion du père-abbé Louis-Félix Colliot (supérieur de cette communauté monastique depuis 1937) après de nombreux pourparlers buttant sans cesse sur des difficultés financières enfin surmontées. Lors des fêtes du Bleun-Brug, le 5 août 1950, un appel est lancé par dom Louis-Félix Colliot pour la reconstruction de l'abbaye.
La nouvelle abbaye Saint-Guénolé de Landévennec est édifiée entre 1950 et 1965 (architecte Yves Michel, vitraux de Maurice Rocher), la première pierre étant posée par le cardinal Clément Roques, archevêque de Rennes, le 10 mai 1953.
L'abbatiale est inaugurée le 7 septembre 1958 en présence des évêques et des abbés de Bretagne, des abbés de congrégation de Subiaco Mont-Cassin, à laquelle la nouvelle communauté de bénédictins est affiliée, et d'une foule nombreuse et enthousiaste.
En avril 1970, à sa demande, l'abbé Louis-Félix Colliot est remplacé par le père-abbé Robert Jean-de-la-Croix, venu de l'Abbaye Sainte-Marie de la Pierre-qui-Vire . En 1990, il est lui-même remplacé par le frère Louis Cochou. À sa retraite, en 2007, le frère Jean-Michel Grimaud lui succède.
En 1981, les moines de Landévennec fondent une abbaye fille, à Haïti à 65 km de Port-au-Prince, dans la montagne du Morne Saint-Benoît.
En 2014, la communauté compte une vingtaine de membres, dont dix prêtres.

### Liste des abbés
| Nom                     | Période     |
| ----------------------- | ----------- |
| Louis-Félix Colliot     | 1958 - 1970 |
| Robert Jean-de-la-Croix | 1970 - 1990 |
| Louis Cochou            | 1990 - 2007 |
| Jean-Michel Grimaud     | depuis 2007 |